# Stopienie rdzenia reaktora jądrowego

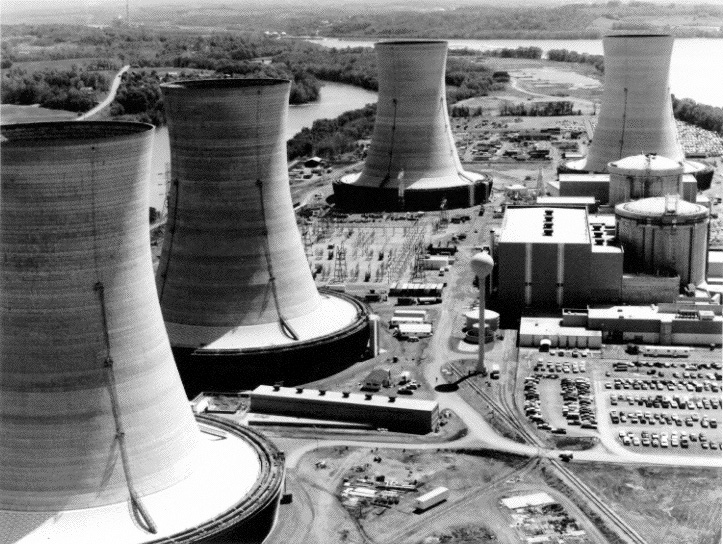
Elektrownia jądrowa Three Mile Island – miejsce jedynej w historii awarii z częściowym stopieniem rdzenia w reaktorze typu PWR (w reaktorach innych typów również zdarzały się częściowe i całkowite stopienia rdzenia)

Stopienie rdzenia reaktora jądrowego – poważna awaria reaktora jądrowego polegająca na częściowym lub całkowitym uszkodzeniu przez stopienie rdzenia reaktora z powodu wysokiej temperatury.
Awaria taka następuje, gdy ciepło generowane w rdzeniu reaktora przez reakcje jądrowe nie zostaje odprowadzone przez układ chłodzenia i w przynajmniej jednym elemencie paliwowym reaktora temperatura osiągnie temperaturę topnienia. Termiczna przyczyna awarii odróżnia ją od innych awarii, również związanych z uszkodzeniem elementu paliwowego, ale mających inne przyczyny, np. mechaniczne.
Do stopienia rdzenia reaktora jądrowego może dojść w wyniku utraty chłodzenia, utraty parametrów pracy przez czynnik chłodniczy (np. ciśnienia), obniżenia jego tempa przepływu, lub w wyniku przekroczenia dopuszczalnych parametrów pracy reaktora.
Stopienie rdzenia jest zaliczane do najpoważniejszych awarii reaktorów jądrowych z uwagi na potencjalnie nieodwracalne uszkodzenie reaktora i związaną z tym możliwość uwolnienia się z jego wnętrza substancji radioaktywnych.

## Przyczyny
W elektrowni jądrowej generatory prądu elektrycznego są napędzane parą wodną ogrzewaną ciepłem powstającym w rdzeniu reaktora jądrowego. Ciepło to jest odbierane z elementów paliwowych, w których zachodzi kontrolowana reakcja łańcuchowa, poprzez czynnik roboczy obiegu chłodzenia reaktora. Jeśli ciepło nie będzie odbierane z reaktora w odpowiednim tempie, temperatura elementów paliwowych może osiągnąć ich temperaturę topnienia. Do stopienia rdzenia może dojść nawet po wyłączeniu reaktora, z uwagi na ciepło powyłączeniowe, powstające w reaktorze jeszcze jakiś czas po jego wyłączeniu.
Do opisanego stanu w reaktorze jądrowym może dojść w wyniku niedoboru chłodziwa w rdzeniu, utraty ciśnienia chłodziwa, utraty chłodziwa, niekontrolowanego wzrostu mocy termicznej reaktora, a w niektórych rodzajach reaktorów, w przypadku pożaru w rdzeniu. Błędy w sterowaniu reaktorem mogą również prowadzić do ciągu zdarzeń skutkujących utratą chłodzenia.
Zasady bezpieczeństwa, takie jak „obrona w głąb”, „bezpieczne w czasie awarii”, czy nadmiarowość, mają za zadanie nie dopuścić do takiej sytuacji.
- W awarii utraty chłodziwa (AUCh) następuje fizyczna utrata czynnika chłodzącego (wody, gazu, ciekłego metalu) lub sposobu zapewnienia jego wystarczającego przepływu. W niektórych typach reaktorów taka awaria jest powiązana z awarią utraty ciśnienia. W reaktorach wodnych ciśnieniowych (PWR), awaria taka może spowodować także powstanie bąbli pary wodnej (blokady parowej) w rdzeniu, poprzez nadmierne ogrzewanie wody chłodzącej lub wcześniejszą awarię utraty ciśnienia chłodziwa[2]. W reaktorach chłodzonych gazem (GCR, AGCR) awaria utraty wymuszonego obiegu (np. pomp tłoczących, tzw. LOFC – loss of forced circulation) nie prowadzi do utraty ciśnienia, a chłodzenie reaktora jest zapewnione konwekcyjnym obiegiem gazu w układzie chłodzenia[3]. Warunkiem jest nieutracenie czynnika chłodzącego[4].
- W awarii utraty ciśnienia dochodzi do spadku ciśnienia chłodziwa bez możliwości jego powrotu do wartości nominalnej. Może to doprowadzić do zmniejszenia efektywności odbioru ciepła z reaktora (chłodzenie gazem), a w innych, do powstania bąbli pary wodnej otaczających elementy paliwowe i mających właściwości izolacyjne (reaktory PWR). W takim wypadku ciśnienie wymagane do wywołania zapaści bąbla może przekraczać wartości ze specyfikacji projektowej reaktora, przynajmniej do czasu schłodzenia reaktora. W reaktorach z wodą wrzącą (BWR) zjawisko obniżenia ciśnienia może zostać wywołane celowo, aby umożliwić włączenie układu awaryjnego chłodzenia reaktora (UACR). W przypadku utraty ciśnienia w rdzeniu reaktora chłodzonego gazem następuje zmniejszenie efektywności chłodzenia elementów paliwowych. Sytuacja taka nie jest groźna, dopóki działa choć jedna pętla chłodzenia[4].
- Niekontrolowany wzrost mocy – nagły impulsowy wzrost mocy cieplnej reaktora przekraczający wartości nominalne spowodowany nagłym wzrostem reaktywności reaktora. Niekontrolowany wzrost mocy może nastąpić przy zmianie parametrów pracy reaktora prowadzących do wzrostu współczynnika powielania neutronów w reakcjach jądrowych zachodzących w elementach paliwowych. Do takiej sytuacji może doprowadzić niewłaściwa manipulacja prętami kontrolnymi reaktora, albo nagłe zmiany właściwości moderatora, np. jego gwałtowne odparowanie. Awaria taka jest rozważana głównie w reaktorach o dodatnim współczynniku reaktywności przestrzeni parowych, dodatnim temperaturowym współczynniku reaktywności lub takich, które mogą łatwo gromadzić poboczne produkty reakcji rozszczepienia.
- Pożar rdzenia reaktora – w niektórych typach reaktorów może dojść do zapłonu elementów rdzenia i stopienia elementów paliwowych. Pożar może nastąpić w reaktorach z moderatorem grafitowym (kontakt z powietrzem) lub w reaktorach chłodzonych ciekłym sodem. Grafit gromadzi też energię Wignera, która może doprowadzić do przegrzania i zapalenia się grafitu, tak jak miało to miejsce w pożarze w Windscale. Reaktory typu PWR są niewrażliwe na taką awarię. Reaktory chłodzone dwutlenkiem węgla lub helem, z uwagi na właściwości tychże gazów, również nie są na nią podatne.
- Awarie bizantyjskie i kaskadowe dotyczące oprzyrządowania i systemów kontroli mogą doprowadzić do poważnych problemów w działaniu reaktora i, potencjalnie, do jego uszkodzenia, czego przykładem jest awaria w elektrowni Three Mile Island, gdzie zablokowany w pozycji otwartej zawór upustowy nadmiernego ciśnienia, wraz z nieprawidłowymi wskazaniami miernika poziomu wody, wprowadził w błąd obsługę reaktora, co skutkowało ostatecznie częściowym stopieniem rdzenia reaktora.

## Reaktory lekkowodne

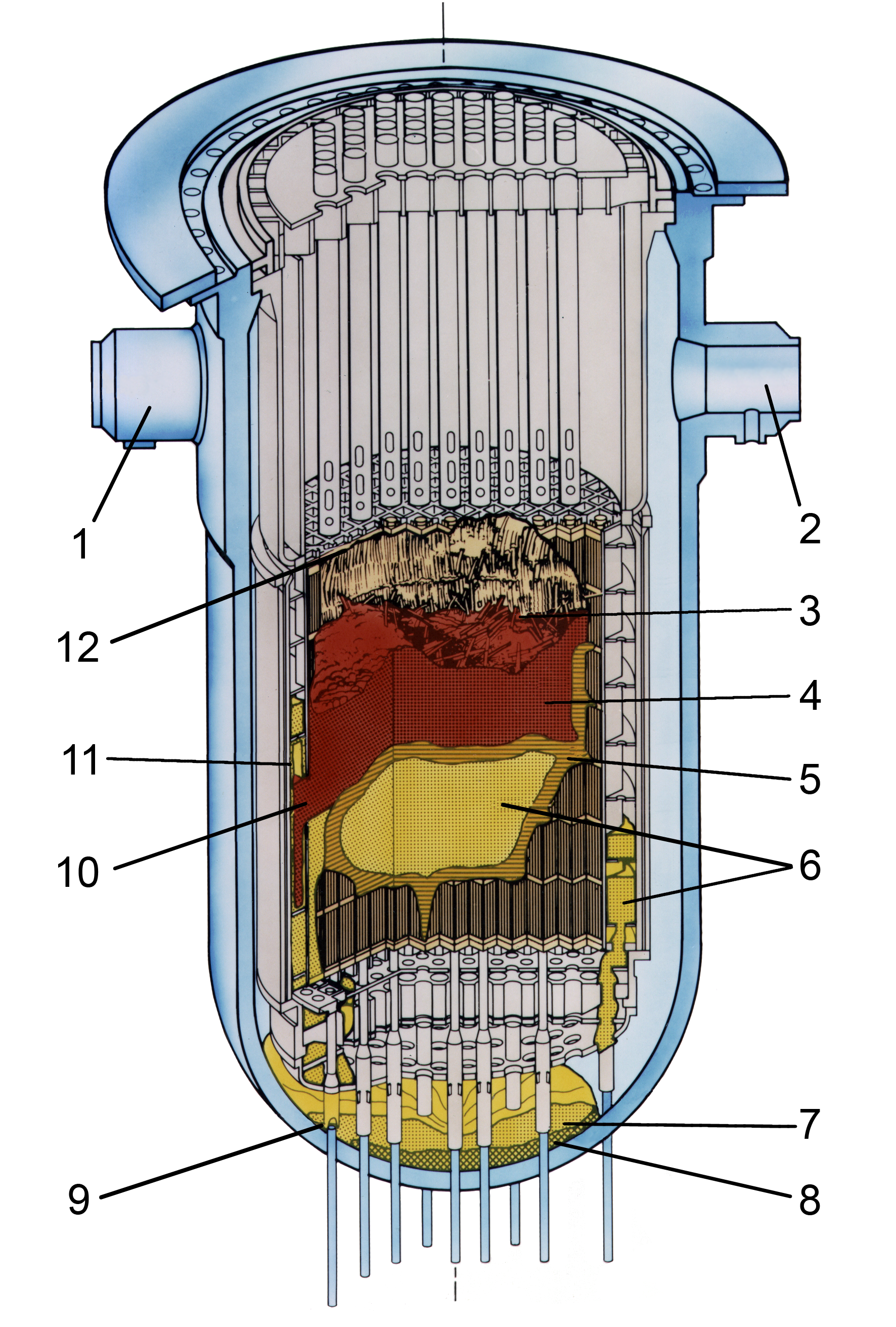
Rdzeń reaktora TMI-2 po awarii:
1. Wlot 2B
2. Wlot 1A
3. Przestrzeń po stopionym fragmencie rdzenia
4. Fragmenty rdzenia
5. Skorupa wokół zastygniętych fragmentów stopionego rdzenia
6. Stopione i zastygnięte fragmenty rdzenia
7. Szczątki rdzenia w dolnej komorze mieszania reaktora
8. Możliwy obszar pozbawiony uranu
9. Nadtopiony pręt sterujący
10. Dziura w przegrodzie
11. Warstwa wcześniej stopionego materiału na wewnętrznej powierzchni bocznej rdzenia
12. Uszkodzenia górnej części rdzenia

Aby mogło dojść do uszkodzenia reaktora lekkowodnego, tj. wykorzystującego zwykłą wodę jako chłodziwo i moderator, musi dojść do jednej lub wielu awarii prowadzących do zatrzymania odprowadzania ciepła z reaktora, tj. dojść do awarii utraty chłodzenia i odsłonięcia rdzenia. Dodatkowo musi wystąpić jedna z okoliczności:
- awarii (lub ręcznego wyłączenia, jeśli istnieje taka możliwość) układu awaryjnego chłodzenia reaktora (UACR). Układ ten ma za zadanie szybko schłodzić rdzeń do bezpiecznej temperatury i nie dopuścić do maksymalnej awarii projektowej. W każdym bloku reaktora istnieje od 2 do 4 kopii takiego systemu, niezależnych od siebie, a każdy z osobna jest w stanie spełnić zadanie stawiane UACR. Co więcej, podzespoły każdej z kopii również wykazują nadmiarowość.
- całkowitego pozbawienia elektrowni źródeł energii, zewnętrznych (3 niezależne źródła zasilania) i wewnętrzne (silniki Diesla, akumulatory, prąd własny).

Do wystąpienia pierwszej okoliczności doszło w 1979 w przypadku awarii w Three Mile Island, gdzie obsługa wyłączyła UACR, nie wiedząc, że zawór bezpieczeństwa stabilizatora parowego zaciął się w pozycji otwartej, doprowadzając do upustu pary i wody chłodzącej. Przyczyną pierwotną było zatrzymanie obiegu wody w pompie cyrkulacyjnej obiegu pierwotnego.
Do wystąpienia drugiej okoliczności doszło w przypadku awarii EJ Fukushima I, gdzie trzęsienie ziemi zniszczyło linie zasilające lub wyłączyło inne elektrownie (jądrowe, konwencjonalne, wodne, które mogłyby dostarczyć energię elektrowni) na terenie prefektury Fukushima, tsunami zalało generatory spalinowe (uruchomionym skończyło się paliwo w ciągu paru godzin, a nie można było dowieźć nowego), a akumulatory wyczerpały się.
Kuan i Haskin wyróżniają 6 etapów pomiędzy wystąpieniem ograniczonej awarii (utraty chłodzenia) a potencjalnym wyciekiem stopionego rdzenia do obudowy reaktora, tzw. całkowitego stopienia:

### Odkrycie rdzenia
W przypadku awarii reaktory lekkowodne zaprojektowane są do automatycznego przeprowadzenia, tzw. operacji SCRAM, tak jak natychmiastowego pełnego włożenia prętów kontrolnych do rdzenia reaktora (zatrzymanie reakcji jądrowych) i włączenia UACR. Czynności te drastycznie obniżają moc termiczną reaktora i opóźniają ewentualnie odkrycie rdzenia, definiowanego jako niecałkowite zanurzenie elementów paliwowych w czynniku chłodzącym. W przypadku małego wycieku i AUCh (awarii utraty chłodzenia), gdy nie dochodzi do awaryjnego zalania rdzenia, do odkrycia rdzenia może dojść po około 1 godzinie od zaistnienia uszkodzenia. Jeśli nie będą działały pompy chłodziwa, górna część rdzenia znajdzie się w środowisku pary wodnej i zacznie się rozgrzewać. Jeśli pompy działają, rdzeń będzie chłodzony mieszaniną dwufazową (woda i para wodna) do momentu aż cała woda chłodzące ulegnie odparowaniu. W przypadku awarii TMI-2 pompy dostarczały mieszaninę dwufazową przez około 2 godziny.

### Nagrzewanie
Jeśli zabraknie mieszaniny woda-para wodna, lub ubytek wody nie będzie kompensowany, pręty paliwowe będą nagrzewały się w środowisku pary wodnej, w tempie 0,3–1 °C/s. Ciepło to pochodzi głównie z pastylek paliwa jądrowego. W temperaturze 600 °C zaczyna dochodzić do reakcji pary wodnej z cyrkonem: Zr + 2H2O → ZrO2 + 2H2 + 6420 kJ/kgZr. Tylko przy krótkich czasach utleniania, 10–20 minut, warstwa ZrO2 działa jako warstwa ochronna blokująca dalsze utlenianie. Etap ten, z uwagi na dalsze konsekwencje, jest szczególnie odzwierciedlony w przepisach bezpieczeństwa. Wymagają one, by układy bezpieczeństwa zapewniały, że temperatura koszulki nie przekroczy 1200 °C w żadnej sytuacji awaryjnej. Koszulka nie musi pozostać nieuszkodzona, a chodzi jedynie, by intensywność reakcji cyrkonu z parą wodną, której tempo silnie zależy od temperatury, nie groziła samorzutnym rozgrzaniem koszulki.
Utlenianie można w przybliżeniu opisać poprzez {\displaystyle {\frac {dm}{A}}={\sqrt {kt}}[{\frac {g(O_{2})}{cm^{2}}}],} gdzie:
- {\displaystyle dm/A} – przyrost masy koszulki paliwowej na jednostkę jej powierzchni,
- {\displaystyle k} – współczynnik doświadczalny.

### Odkształcanie i pękanie paliwa

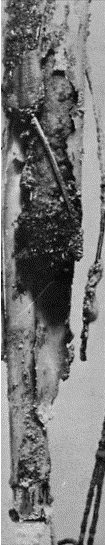
Stopiony pręt paliwowy reaktora Sodium Reactor Experiment, rok 1959

W ciągu następnych 30 minut szczytowa temperatura rdzenia osiągnie ok. 1100 °C. Gdy zniekształcenia paliwa i koszulki doprowadzą do zetknięcia się koszulki z pastylką paliwową, dochodzi także do reakcji ditlenku uranu (UO2) z cyrkonem (Zr). O tempie tej reakcji decyduje szybkość dyfuzji tlenu z UO2 do koszulki, temperatura i tempo jej przyrostu. Utlenianie się cyrkonu w parze wodnej i w kontakcie z ditlenkiem uranu powoduje zmiany struktury koszulki i wzrost jej kruchości. Bezpośrednią przyczyną tego jest przemiana fazowa cyrkonu, z β-Zr na α-Zr(O), czyli stabilizowaną tlenem. W temperaturze 1200 °C do osiągnięcia pełnej kruchości wystarcza ok. 30 minut. Im szybciej wzrasta temperatura, tym przy większej temperaturze dojdzie do zniszczenia koszulki. Są to pierwsze mechaniczne uszkodzenia rdzenia. Odkształcenia osłon elementów paliwowych, tzw. wydymanie, mogą powodować zburzenie lub zablokowanie przepływu chłodziwa w części rdzenia. Wydymanie jest powodowane głównie przez różnicę ciśnień, jakiej poddawana jest koszulka. Od wewnątrz działa na nią ciśnienie uwolnionych gazowych produktów rozszczepienia, a od zewnątrz ciśnienie pary wodnej. Całkowite zablokowanie przepływu w rdzeniu jest mało prawdopodobne z uwagi na to, że zniekształcenia każdego z elementów będą inne. Badania takie były przeprowadzane w wielu instalacjach eksperymentalnych i wykazały, że nawet przy zablokowaniu 90% przekroju przepływu wystarcza on do sprawnego chłodzenia odkształconych elementów paliwowych. Dla reaktorów PWR/WWER blokada przepływu nie powinna przekroczyć 80%. Na tym etapie dostarczenie odpowiedniej ilości wody do rdzenia powstrzyma postępowanie uszkodzeń. Jednak nadkruszone koszulki mogą zostać zniszczone w momencie zalewania rdzenia wodą na skutek szoku temperaturowego wywołanego zetknięciem z zimną wodą chłodzącą. Aby uniknąć takiego procesu, przepisy bezpieczeństwa wymagają, aby grubość warstwy utlenionej ZrO2 nie przekroczyła 15–18% grubości koszulki.
Do zniszczenia koszulki paliwowej może jednak dojść, zanim ulegnie ona utlenieniu. Przy wydzielaniu energii powyżej około 1600 J/g (UO2) dominuje proces topnienia i miejscowego odparowania dwutlenku uranu, następnie szybki wzrost ciśnienia gazów pod koszulka, powodujący jej rozerwanie i wyrzucenie fragmentów paliwa do chłodziwa. Zjawisko to może spowodować gwałtowne odparowanie wody chłodzącej, gwałtowny wzrost jej ciśnienia, w skrajnym przypadku prowadzące do uderzenia wodnego, o sile mogącej zniszczyć elementy reaktora. Taki przypadek zachodzi zwykle jako skutek awarii reaktywnościowej, przy gwałtownym wzroście mocy chwilowej reaktora. Scenariusz taki, rozerwanie koszulek paliwowych prowadzące do powstania uderzenia wodnego, miał miejsce w awariach reaktorów SL-1 i w Czarnobylu. W obu przypadkach doszło do powstania uderzenia wodnego, które zniszczyło ściany reaktora, doprowadzając do śmierci osób znajdujących się w hali reaktora.
Aby zapobiegać takim sytuacjom, wyznacza się bezwzględne kryteria, co do ilości wydzielanej energii w trakcie dowolnego stanu awaryjnego. Zależnie od kraju, norma ta wynosi od 712 J/g (UO2) (Japonia) do 1170 J/g (UO2) (Szwecja). Na konstruktorach reaktorów spoczywa obowiązek udowodnienia, że w przypadku żadnej awarii w pastylkach nie wydzieli się więcej energii niż wspomniana norma.

#### Emisja produktów rozszczepienia z paliwa
Różnica ciśnień wewnątrz i na zewnątrz koszulki paliwowej powodują jej wydymanie, a w końcu rozszczelnienie. Rozszczelnienie skutkuje gwałtownym wypływem gazów zawartych pod koszulką. Gazy unoszą gazowe produkty rozszczepienia oraz lotne i stałe produkty rozszczepienia, które osiadły na powierzchni pastylek i wnętrzu koszulki.
Mimo że po wyrównaniu się ciśnień emisja gazów ustaje (tym samym również wydalanie produktów nielotnych), to towarzyszące temu różnice temperatur powodują przyspieszenie dyfuzji produktów rozszczepienia i ich szybsze wydostawanie się poza pastylki paliwowe.
Jeśli obieg pierwotny chłodzenia reaktora nie jest przerwany, to produkty te zostaną zatrzymane w nim. Poza obieg pierwotny uwolniona może zostać frakcja gazów szlachetnych.
| Pierwiastek                                      | Frakcja wydzielona |
| ------------------------------------------------ | ------------------ |
| Gazy szlachetne (Kr, Xe)                         | 100%               |
| Halogeny (J, Br)                                 | 100%               |
| Metale alkaliczne (Cs, Rb)                       | 33%                |
| Tellurowce (Te, Se)                              | 0,3%               |
| Ziemie alkaliczne (Sr, Ba)                       | 0,04%              |
| Inne (Ru, Pd, Rh Mo, La, Nd, Ce, Np, Pu, Zn, Nb) | ~0                 |

### Gwałtowne utlenianie
Kolejny etap rozpoczyna się po przekroczeniu temperatury ok. 1500 °C, gdy następuje gwałtowne utlenianie się zircaloyu w parze wodnej. W procesie tym wydziela się wodór i znaczne ilości ciepła. Ogólna reguła mówi, że na każdy megawat mocy elektrycznej reaktora może wydzielić się z niego 1 kilogram wodoru. Przy temperaturze powyżej 1500 °C ciepło wydzielające się z procesu utleniania przekracza ciepło powyłączeniowe reaktora, chyba że tempo utleniania zostanie ograniczone dostępnością zircaloyu lub pary wodnej. Przy około 1600 °C, w ciągu 2–3 minut, dochodzi do niemal całkowitego uwolnienia gazowych produktów rozszczepienia z przestrzeni między ziarnami paliwa jądrowego, gdyż reakcja utleniania zachodzi w tej temperaturze ponad sto razy szybciej niż w 600 °C. Wpływ na rozerwanie koszulek paliwowych mają obwodowe różnice jej temperatury. Różnice temperatur doprowadzają do wygięcia się rurki, zaniku szczeliny między pastylką po jednej stronie, powiększenie szczeliny po stronie chłodniejszej. Doprowadza to do dalszego wzrostu gradientu temperatury, dalszych deformacji i ostatecznie do rozerwania koszulki. Rozerwanie się koszulki wpływa pozytywnie na chłodzenie pręta paliwowego, mimo że gazowe produkty rozpadu w koszulce zostają zastąpione parą wodną, o niższym współczynniku przewodności cieplnej. Napływ pary odcina cieplnie koszulkę od paliwa, co powoduje sprawniejsze chłodzenie koszulki do temperatury zwilżania. Front zwilżania obejmie uszkodzony pręt szybciej niż niezdeformowany.

### Zbieranie się szczątków na dnie rdzenia

Postęp stopienia rdzenia reaktora jądrowego przy rosnącej temperaturze w zbiorniku reaktora

Gdy temperatura w rdzeniu osiąga ok. 1700 °C, dochodzi do topnienia elementów kontrolnych reaktora. W temperaturze ok. 1850 °C cała metaliczna część koszulki paliwowej ulega stopieniu. Ciekły materiał koszulki, zależnie od stopnia nasycenia tlenem i uranem, może zacząć rozpuszczać ZrO2 lub UO2 (jeśli wzrost temperatury następował szybko, to stopiony materiał zawierać będzie małe ilości tlenu, co przyspieszy rozpuszczanie tlenku uranu).
Początkowo eutektyka Zr-U-O utrzymuje się jeszcze na nierozpuszczonych warstwach tlenku cyrkonu i paliwa. Wzrost temperatury powoduje jednak ostatecznie rozerwanie powłok koszulki. Eutektyka Zr-U-O wypływa z miejsca uszkodzenia i ścieka po pręcie pod działaniem siły ciężkości.
Rosnąca temperatura przyspiesza proces utleniania się cyrkonu (w temp. 850 °C reakcja przebiega 10 razy szybciej, a w temp. 1200 °C przebiega 100 razy szybciej niż w temp. 600 °C), co może doprowadzić do jej wzrostu do wartości temperatury topnienia zircaloyu (ok. 2150–2600 °C). Dochodzi wtedy do powstania nacieku eutektyki o większej zawartości tlenu, która spływając, rozpuszcza koszulki metaliczne i eutektyki na powierzchni paliwa. Powyżej temperatury 2600 °C dochodzi do topnienia UO2.
Gdy koszulki rozpadną się, roztopione stopy cyrkonu spływają i zastygają w dolnych częściach rdzenia, wraz z rozpuszczonym UO2. Wraz z roztopionymi wcześniej elementami kontrolnymi, substancje te utworzą wzrastającą skorupę zastygniętych szczątków wnętrza rdzenia.
Do topienia się rdzenia dochodzi zwykle w jego geometrycznym środku (największa wydzielana moc w osi pionowej i poziomej), albo od góry, która to część zostaje odsłonięta jako pierwsza, w przypadku powolnego ubytku chłodziwa. Postępowanie topnienia będzie przebiegało różnie w różnych jego częściach, rozszerzając się w dół i na zewnątrz rdzenia. Różnice w tempie topnienia wynikają z różnego nagrzewania się różnych materiałów rdzenia. Pastylki paliwowe nagrzewają się głównie przez ciepło powyłączeniowe, koszulki przez utlenianie, a między nimi i otoczeniem zachodzi przepływ energii różnymi drogami (promieniowanie, przewodnictwo, konwekcja). Stopione materiały przemieszczają się, również powodując zmiany przewodności cieplnej między poszczególnymi elementami rdzenia.

### Przemieszczanie się rdzenia
Gdy koszulki paliwowe stopią się i spłyną, pozostały stos pastylek paliwa jądrowego może załamać się i opaść albo pozostać w postaci kolumny utrzymywanej eutektyką cyrkonu, pełniącą funkcję spoiwa. Ponieważ w trakcie uprzedniej reakcji paliwa z koszulką w UO2 występuje stechiometryczny niedobór tlenu, stos pastylek ulega kruszeniu przy zwilżaniu. Powodowane jest to tworzeniem się struktury α-U(O), która ulega chłodzeniu w innym tempie niż UO2.
Skutki upadku bądź spłynięcia rdzenia na dno zbiornika reaktora w reaktorze lekkowodnym są trudne do przewidzenia z uwagi na mnogość czynników, jakie miałyby wpływ na taką sytuację, np. temperatury poszczególnych elementów rdzenia, wiek paliwa, ilość stopionego paliwa, fizyczne wymiary i właściwości zbiornika, ciśnienie w pierwotnym obiegu chłodzenia, i in. W pewnym zakresie taką sytuację badano w Loss-of-Fluid-Test Reactor w Idaho National Laboratory. W jedynej zbliżonej do takiego scenariusza awarii w Three Mile Island częściowe stopienie rdzenia nie doprowadziło do uszkodzenia zbiornika ciśnieniowego reaktora, mimo oddziaływania na siebie przez ponad 6 godzin. Zapobiegły temu roztopione równolegle pręty kontrolne i inne elementy tworzące rdzeń. Niemniej, niektórzy uważają, że roztopiony rdzeń mógłby przepalić zbiornik ciśnieniowy, osłonę biologiczną, obudowę bezpieczeństwa, i dostać się do gruntów pod reaktorem, narażając na skażenie wody zaskórne. Szacuje się, że w takim wypadku fundament reaktora zostałby przepalony w ciągu ok. 100 godzin od awarii (uszkodzenie zbiornika ciśnieniowego nastąpiłoby po 25 godzinach).
W rozpatrywanym przez Kuana scenariuszu małego wycieku z utratą chłodzenia w momencie opadania rdzenia, na dnie zbiornika rdzenia znajduje się pewna ilość wody. Opadnięcie roztopionych elementów rdzenia do wody zawsze pociąga za sobą wygenerowanie dużych ilości pary wodnej. Jeśli zetknięcie się z wodą będzie miało charakter rozległy i gwałtowny, może dojść do eksplozji pary wodnej. Dodatkowo nieutleniony do tej pory cyrkon ulegnie utlenieniu, generując wodór.
W najgorszym zakładanym przypadku dla reaktorów lekkowodnych, maksymalnej awarii projektowej z całkowitą utratą UACR, do stopienia i spłynięcia rdzenia minie od kilkudziesięciu minut do kilku, kilkunastu godzin. Nawet częściowe działanie UACR opóźnia nastąpienie uszkodzenia rdzenia i daje dodatkowy czas na naprawę i przywrócenie całkowitego działania układów chłodzenia. Wysoce nieprawdopodobne jest też, że obsługa nie będzie w stanie przywrócić chociażby częściowego działania UACR, zanim nastąpi uszkodzenie zbiornika reaktora. Może jednak się zdarzyć, że jeśli rdzeń wydziela bardzo duże ilości ciepła, a jego stopienie bardzo utrudniło przepływ płynu chłodzącego, to uszkodzenie rdzenia może postępować. W takim przypadku uruchomienie UACR może spowodować wzrost ilości wydzielanego wodoru i pary wodnej.
Jeśli zbiornik reaktora nie zostanie naruszony, awarię określa się jako „częściowe stopienie”, a eskalacja zniszczeń w rdzeniu ustaje po odpowiednim schłodzeniu rdzenia. Awarię z częściowym stopieniem rdzenia oznacza się zwykle w skali INES jako awarię stopnia 4. lub 5. Uszkodzenie ciśnieniowego zbiornika reaktora określane jest jako „całkowite stopienie”, i może zostać sklasyfikowane powyżej stopnia 5. skali INES.
Z uwagi na to, że większość izotopów promieniotwórczych w rdzeniu jest krótkożyjąca (ma krótki okres półrozpadu), im dłużej operatorzy reaktora mogą zatrzymać produkty rozpadu wewnątrz reaktora, tym ewentualnie mniej substancji radioaktywnych wydostanie się na zewnątrz. Na przykład gdyby cały jod zgromadzony w reaktorze wypuścić na zewnątrz tydzień po wyłączeniu reaktora, to dawka na tarczyce otrzymana przez populację będzie niższa niż od samego jodu-131 wypuszczonego godzinę po wyłączeniu reaktora.

#### Uszkodzenie zbiornika ciśnieniowego
Spłynięcie rdzenia do dolnej komory mieszania zbiornika ciśnieniowego może spowodować szybkie uszkodzenie zbiornika, gdy paliwo opadając, nie zdąży się wychłodzić. Uszkodzenie może nastąpić poprzez uderzenie rozgrzanego płynnego rdzenia, penetrację zbiornika przez stopiony rdzeń, albo przez uszkodzenie kanałów prętów, lub ich spawów, poprzez ich ablację. Gdy uszkodzenie nie nastąpi od razu, dalszy przebieg awarii będzie zależał od wielu czynników, np. temperatury poszczególnych elementów rdzenia, wieku paliwa, ilości stopionego paliwa, fizycznych wymiarów i właściwości zbiornika, ciśnienia w pierwotnym obiegu chłodzenia, stosunku elementów płynnych do zestalonych, ich składu, porowatości, przewodności cieplnej, i in. W odpowiednich warunkach może dojść do lokalnego uszkodzenia zbiornika, poprzez rozgrzanie i naruszenie ciągłości.
W wypadku uszkodzenia zbiornika i przedostania się fragmentów stopionego rdzenia do obudowy bezpieczeństwa, najważniejszym zadaniem jest utrzymanie jej szczelności, w czym największą trudność mogą sprawić płynne elementy stopionego rdzenia. Może też dojść wtedy do bezpośredniego ogrzewania osłony.
Natychmiastowe uszkodzenie ciśnieniowego zbiornika reaktora nie jest immanentnie związane z przemieszczeniem się rdzenia na dno zbiornika. Do sytuacji takiej doszło w wyniku awarii w elektrowni Three Mile Island. Tamże, stopione elementy jednej trzeciej rdzenia spłynęły i zastygły na dnie zbiornika bez jego uszkadzania – zbiornik zachował szczelność i nie wydostały się z niego substancje radioaktywne. Co więcej, najpewniej spowodowało to utworzenie dodatkowej warstwy izolującej zbiornik reaktora i dało czas na przywrócenie działania UACR. Z drugiej strony, wypadek w TMI-2 pokazał, że są trudności w przewidywaniu zachowania reaktora w trakcie awarii. Zbiornik reaktora nie był zbudowany tak, aby wytrzymać temperatury, jakie osiągnął rdzeń. Stopione elementy rdzenia najpewniej jednak utworzyły na dnie zbiornika warstwę, która wzmocniła jego odporność na działanie wyższego ciśnienia i temperatury, jaka później wystąpiła. W innym reaktorze tego samego typu ta sama awaria mogła mieć inny przebieg, nawet w podobnych warunkach.
W reaktorach BWR wyciek rdzenia może nastąpić przez otwory techniczne znajdujące się na dnie zbiornika ciśnieniowego. W reaktorach tych bowiem pręty kontrolne wsuwane są od spodu zbiornika. Dno zawiera kilkaset uszczelnionych otworów na pręty kontrolne i pomiarowe. Stopione, nieschłodzone elementy rdzenia mogą uszkodzić zbiornik w tychże miejsca i otworzyć drogę na zewnątrz zbiornika. Amerykańskie badania nad reaktorami lekkowodnymi wskazują, mimo dużych niepewności symulacji, że w przypadku reaktorów BWR z punktem drenażu w dnie zbiornika ciśnieniowego, to miejsce właśnie jest najbardziej narażone na uszkodzenie. Przy niskich ciśnieniach układu chłodzenia reaktora, zagłębienie drenażu musiałoby wypełnić się zawartością, która zachowa przepływ ciepła na poziomie 50 kW/m². W przypadku reaktorów o innej konstrukcji dna najpewniej nie grozi im uszkodzenie, jeśli materiał stopionego rdzenia będzie charakteryzował się przepływem cieplnym poniżej 200 kW/m², co wymagałoby rozgrzanego materiału ceramicznego (ostatnia faza topnienia rdzenia).

#### Oddziaływanie paliwo-chłodziwo
W momencie przemieszczenia się rdzenia na dno zbiornika ciśnieniowego niektórzy specjaliści rozważają zajście zdarzenia nazywanego „oddziaływaniem paliwo-chłodziwo” (ang. fuel-coolant interaction, FCI), które mogłoby uszkodzić lub zniszczyć zbiornik ciśnieniowy z uwagi na gwałtowne wytworzenie wielkich ilości pary wodnej przy zetknięciu rozgrzanego rdzenia z pozostałościami ciekłej, chłodniejszej wody na dnie zbiornika. Reakcja taka mogłaby rozszczelnić zbiornik ciśnieniowy lub, gdyby para wodna uformowałaby falę uderzeniową, wyrwanie szczytu zbiornika. W obu przypadkach doszłoby do uwolnienia substancji radioaktywnych do obudowy reaktora.

#### Ponowne osiągnięcie krytyczności
Teoretycznie, stopiony rdzeń na dnie zbiornika reaktora może ponownie osiągnąć stan krytyczny (samoistne przywrócenie reakcji łańcuchowej), np. przy nieobecności boru w wodzie na dnie zbiornika. Scenariusz taki jest jednak mało prawdopodobny. Po pierwsze, musiałoby być tam na tyle dużo wody, że po schłodzeniu i zastygnięciu dawnego rdzenia pozostała woda mogłaby pełnić funkcję moderatora. Po drugie, elementy rdzenia musiałby przybrać geometrię zapewniającą stan krytyczny. Po trzecie, wszelkie stopione elementy kontrolne rdzenia, przede wszystkim substancje pochłaniające neutrony a tworzące pręty kontrolne, nie mogłyby przeszkadzać w osiągnięciu krytyczności.
Nie istnieją modele teoretyczne opisujące ponowne osiągnięcie stanu krytycznego w stopionym paliwie. Z drugiej zaś strony, założenie o niezachodzeniu reakcji rozszczepienia w stopionym rdzeniu nigdy nie zostało zweryfikowane eksperymentalnie.

#### Bezpośrednie ogrzewanie obudowy
Jednym z przewidywanych skutków spłynięcia rdzenia na dno zbiornika reaktora w reaktorze lekkowodnym jest efekt bezpośredniego ogrzewania atmosfery obudowy bezpieczeństwa (Direct Containment Heating, DCH).
Gdy będący pod wysokim ciśnieniem stopiony rdzeń uszkodzi zbiornik ciśnieniowy, to w zależności od wielu warunków, jak temperatura poszczególnych elementów rdzenia, wiek paliwa, ilość stopionego paliwa, fizyczne wymiary i właściwości zbiornika, ciśnienie w pierwotnym obiegu chłodzenia, i in., ale przede wszystkim od geometrii rdzenia i przestrzeni w jego sąsiedztwie, może dojść do wydostania się stopionego rdzenia poza osłonę biologiczną. Stopiony rdzeń będzie reagował z atmosferą obudowy bezpieczeństwa i osłony biologicznej, parą wodną, elementami metalowymi, co może prowadzić do uszkodzenia osłony biologicznej i generowania wodoru. Oddawanie ciepła do atmosfery obudowy i jej elementów może zachodzić na kilka sposobów i w kilku etapach:
- rozbicie stopionego rdzenia na krople przez parę o wysokim ciśnieniu obecną w otulinie zbiornika ciśnieniowego
- przemieszczenie kropel rdzenia do przestrzeni poniżej osłony biologicznej
- reakcje chemiczne między metalem a parą wodną w obudowie bezpieczeństwa i przestrzeniami sąsiadującymi, włącznie z powstawaniem wodoru
- deflagracja wodoru
- oddawanie ciepła atmosferze przez krople stopionego rdzenia
- powstawanie pary wodnej przy kontakcie kropel rdzenia z wodą.

Proces DCH może podnieść ciśnienie w obudowie o kilka, kilkanaście barów. W badaniach dla elektrowni jądrowej Zion wykazano, że w przypadku stopienia połowy rdzenia wzrost ten może wynieść ok. 4 bary, bez deflagracji wodoru, i ok. 9 barów, przy deflagracji wodoru. Badania tych procesów uwzględniono przy budowie Europejskiego Reaktora Ciśnieniowego. Dla istniejących reaktorów, gdy było to uzasadnione, większość państw wprowadziła zmiany w instrukcjach obsługi dla operatorów, np. w USA: NUREG/CR-6075, NUREG/CR-6109, NUREG/CR-6338 (dla reaktorów firmy Westinghouse).
Pierwsze badania nad wydostaniem się stopionego rdzenia pod wysokim ciśnieniem ujęto w probabilistycznym studium bezpieczeństwa elektrowni jądrowej Zion, w 1981 roku. Do tamtego czasu uznawano, że w przypadku uszkodzenia zbiornika ciśnieniowego stopiony rdzeń będzie zalegał w osłonie biologicznej bez dalszego przemieszczania się. W studium dla EJ Zion rozważono jednak, że oddziaływanie stopionego rdzenia z wodą, parą wodną i wodorem, może spowodować wydostanie się pewnych ilości stopionego rdzenia poza sąsiedztwo zbiornika ciśnieniowego.
Dla reaktorów typu PWR/BWR za główną przyczynę jaka może doprowadzić do takiego scenariusza, jest rozszczelnienie układu chłodzenia reaktora, celowe lub przypadkowe. Celowe rozszczelnienie układu chłodzenia w celu obniżenia ciśnienia w reaktorze jest wymagane przez niektóre procedury użycia czynnego niskociśnieniowego układu awaryjnego chłodzenia reaktora (CNUACR), w przypadku, gdy nie działa czynny wysokociśnieniowy UACR (CWUACR).
Rozszczelnienie przypadkowe rozważane jest szczególnie w reaktorach ciśnieniowych, gdyż w reaktorach wrzących obecnych jest wiele zaworów zwrotnych i upustowych, z których każdy wystarczy do obniżenia ciśnienia. W reaktorach ciśnieniowych za możliwą przyczynę rozszczelnienia jest naturalny przepływ między górną komorą mieszania zbiornika reaktora a rdzeniem, które może doprowadzić do nadmiernego rozgrzania się wylotu pierwotnego obiegu chłodzenia.

#### Zalanie osłony biologicznej
W przypadku stopienie się rdzenia i zaistnienia możliwości uszkodzenia zbiornika ciśnieniowego rozważa się zalanie obudowy bezpieczeństwa lub osłony biologicznej reaktora. Metoda taka może być też rozważna w przypadku, gdy wpuszczenie wody do rdzenia mogłoby spowodować wytwarzanie się znacznych ilości pary wodnej czy wodoru. Operacja taka jest jednak zależna ściśle od konstrukcji danego reaktora i wymaga każdorazowej oceny. Na ogół uznaje się, że współczesne reaktory nie są konstrukcyjnie przygotowane na taką operację. Zalanie osłony wymagałoby bowiem takiego poziomu cieczy, że gazy w zbiorniku reaktora uległyby takiej kompresji, że trzeba by zbiornik wentylować, co oznacza emisję radioaktywnych gazów z budynku reaktora. Zalanie wymaga też bezpośredniego kontaktu wody ze zbiornikiem ciśnieniowym. Ograniczeniom podlega też ciepło powyłączeniowe emitowane przez reaktor, do 1 MW/m³. Konstrukcja osłony biologicznej i usytuowanie zbiornika ciśnieniowego w niej musi pozwalać na efektywne zakrycie dna zbiornika wodą. Jest to możliwe, np. w reaktorach PWR/WWR (EJ Loviisa, EJ Zion), ale już nie w reaktorach BWR Mark I, jak użyte w EJ Peach Bottom, z uwagi na małą objętość osłony i wysokie usytuowanie zbiornika.

### Projektowy przebieg awarii
Zachowanie się zbiornika reaktora w przypadku stopienia rdzenia jest cały czas przedmiotem badań i eksperymentów.
We współczesnych rosyjskich reaktorach jądrowych na dnie budynku obudowy reaktora znajduje się miejsce przygotowane na przechwycenie stopionego rdzenia, który mógłby wydostać się z uszkodzonego zbiornika ciśnieniowego. Miejsce to pokryte jest warstwą metalu, które w przypadku upadku nań rdzenia roztopi się i zmiesza z elementami rdzenia, zwiększając jego przewodność cieplną i umożliwiając schłodzenie przez cyrkulację wody po podłodze takiego pomieszczenia. Pełnowymiarowe próby działania takiego układu nigdy nie miały miejsca. Podobnie skonstruowany „chwytacz rdzenia” stosowany jest w reaktorach EPR.
Innym, powszechniejszym rozwiązaniem, jest hermetyczna obudowa bezpieczeństwa. Ma ona za zadanie ograniczyć oddziaływanie promieniowania jonizującego do granicy budynku reaktora. Wewnątrz obudowy panuje podciśnienie, a kontrolowane uwalnianie zgromadzonych par odbywa się za pośrednictwem filtrów. Obudowy zawierają też rekombinatory wodoru i tlenu, aby zapobiegać nagromadzeniu się wodoru w ilości mogącej wywołać detonację.
W przypadku stopienia rdzenia spłynie on do przestrzeni pod reaktorem. Mimo że przestrzeń ta zaprojektowana jest tak, aby pozostała sucha, kilka wytycznych urzędów dozoru jądrowego zaleca operatorom zalanie jej wodą w przypadku topnienia rdzenia. Uwolni to pewne ilości pary wodnej, które zgromadzą się pod obudową bezpieczeństwa. Uruchomi to automatyczne tryskacze zamontowane pod obudową, które skroplą pary i obniżą ciśnienie wywierane na obudowę. Rekombinatory zapobiegną zgromadzeniu się nadmiernej ilości wodoru. Zalanie przestrzeni wodą spowoduje schłodzenie stopionego rdzenia i jego zastygnięcie.
Procedury te mają za zadanie zapobiec emisji promieniowania jonizującego. W przypadku awarii TMI-2 w 1979 roku hipotetyczna osoba stojąca na skraju terenu elektrowni w trakcie trwania całej awarii otrzymałaby dawkę około 2 mSv (czyli dwukrotną dopuszczalną dawkę roczną dla osób nie narażonych zawowodo na promieniowanie). Dawkę tę otrzymałaby drogą oddechową na skutek emisji par zawierających izotopy promieniotwórcze, które wówczas wydostawały się, przechodząc przez filtry węglowe i HEPA. Szacuje się, że zatrzymały one od 49% do 75% jodku metylu i ok. 99,9% jodu molekularnego (J2). Łączna wydajność filtrowania jodu szacowana była na 9,5, tj. zredukowało ono emisję radioaktywnego jodu ze 112 Ci do 13 kiurów, w trakcie trwania awarii.
Następnie reaktor musi wypromieniować swoją energię cieplną, podobnie ściany i inne elementy bloku reaktora. Po około dziesięciu latach, gdy reaktor wystygnie w sensie rozpadu krótkożyjących izotopów promieniotwórczych, można przystąpić do otwarcia obudowy bezpieczeństwa i ew. rozbiórki bloku.

### Hipotetyczne przebiegi awarii
Jednym z hipotetycznych rozważanych scenariuszy awarii jest nagły upadek całego rdzenia reaktora w ciecz chłodzącą lub moderującą, z jednoczesną generacją ogromnej ilości pary. Dochodzi o uszkodzenia zbiornika ciśnieniowego i pary przedostają się do obudowy reaktora. Jeśli znajdują się tam substancje palne, to mogą ulec zapłonowi.

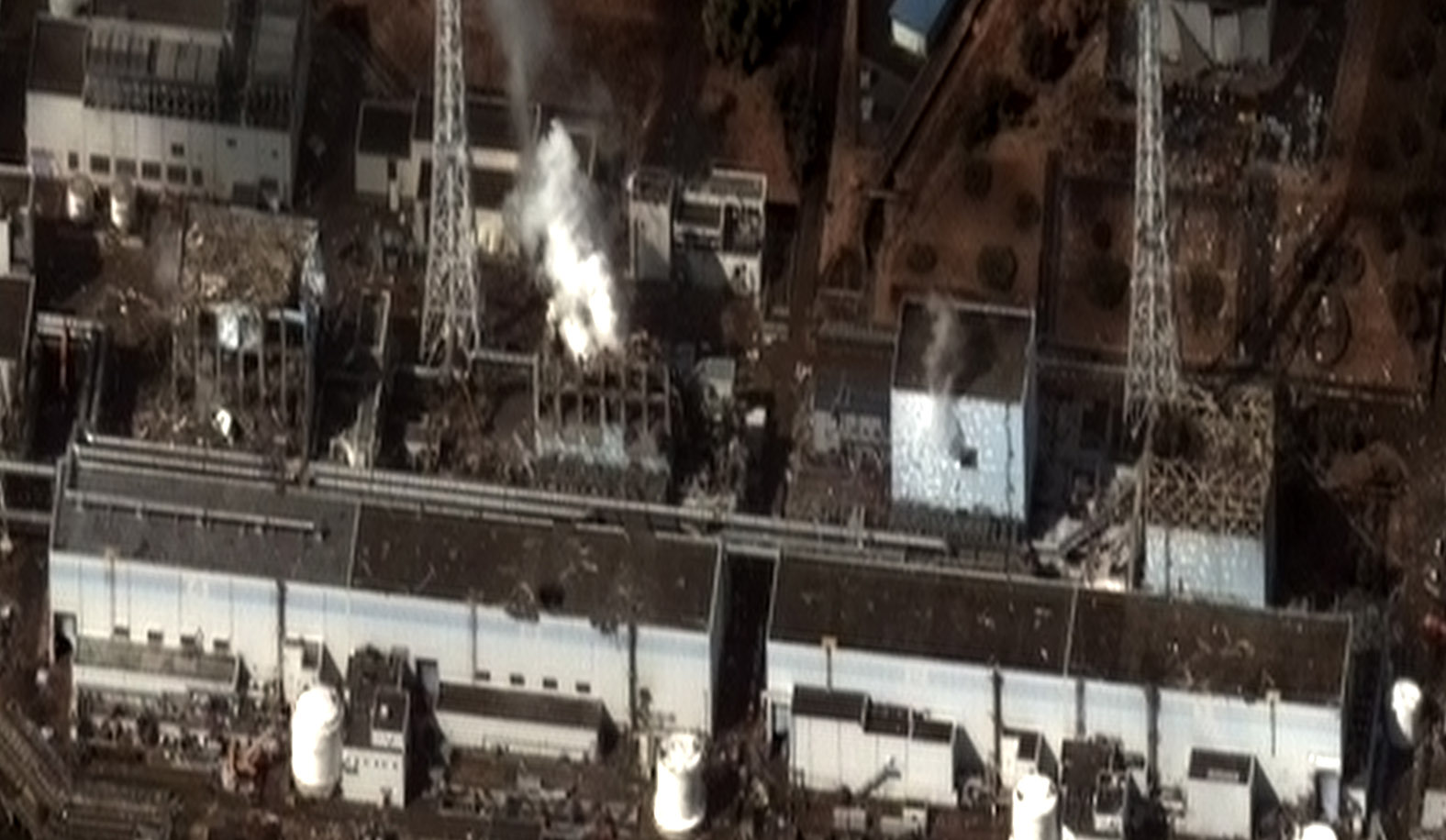
Widoczne zniszczenia w elektrowni atomowej w Fukushimie, w tym skutki eksplozji wodoru w hali roboczej

Innym teoretycznym przypadkiem jest „awaria alfa”, rozważana w 1975 przez Rasmussena w studium WASH-1400. W awarii takiej ilość wytworzonej pary jest tak duża, że dochodzi do odstrzelenia górnej pokrywy zbiornika reaktora. Jeśli uderzyłaby w sklepienie obudowy bezpieczeństwa, mogłaby ją naruszyć. Studium WASH-1400 zostało później zastąpione przez nowsze lub lepiej udokumentowane raporty, a w 2011 amerykański urząd dozoru jądrowego NRC zapowiedział opublikowanie nadrzędnego dokumentu dotyczącego tej problematyki: State-of-the-Art Reactor Consequence Analyses (SOARCA).
W jeszcze innym scenariuszu przewiduje się gromadzenie wodoru pod obudową bezpieczeństwa, która w końcu prowadzi do detonacji. Od lat 80. XX wieku obudowy wyposaża się w katalityczne rekombinatory wodoru, które mają zapobiegać takiemu zdarzeniu. W 1979 doszło do takiej eksplozji w trakcie awarii w Three Mile Island. W trakcie awarii wydzieliło się około 400 kilogramów wodoru, w tym około połowy w wyniku ponownego zalania rdzenia wodą, który uległ deflagracji około 10 godzin po nastąpieniu awarii. Wybuch spowodował powstanie fali ciśnienia o szczytowej wartości 190 kPa, co było poniżej połowy projektowej wytrzymałości obudowy bezpieczeństwa (414 kPa). Obudowa zniosła więc siłę eksplozji, zachowała szczelność i nie wydostały się przez nią produkty rozpadu promieniotwórczego. Stężenie wodoru oceniane było na 7,3–7,9%. Eksplozje takie miały też miejsce w czasie awarii Elektrowni Jądrowej Fukushima Nr 1, jednak tam doszło do nich poza zbiornikami reaktora – w hali roboczej na szczycie obudowy bezpieczeństwa.
Jednakże niektórzy inżynierowie nadal rozpatrują detonację wodoru jako możliwej drogi uszkodzenia obudowy bezpieczeństwa.

## Reaktory innych typów
Każdy rodzaj reaktora może zachowywać się inaczej w sytuacji zaistnienia awarii ze stopieniem rdzenia i wykorzystywać inne środki bezpieczeństwa, aby jej zapobiegać lub ograniczać jej skutki. Współczesne implementacje większości z nich są uważane za bezpieczne w stopniu podobnym do reaktorów PWR.

### CANDU
Kanadyjskie reaktory ciężkowodne CANDU są budowane wraz z jednym lub dwoma zasobnikami wody w pobliżu kanałów paliwowych i chłodzących. Pierwszym jest duży zbiornik zawierający moderującą ciężką wodę (osobny od układów chłodzenia). Drugim jest zbiornik osłonowy zawierający wodę lekką. Ilość wody moderującej jest wystarczająca do zapobiegnięcia stopienia rdzenia. Woda ze zbiornika może zostać użyta w wypadku wyparowania wody moderującej. W reaktorach CANDU bardziej prawdopodobne są inne uszkodzenia paliwa niż jego stopienie, np. deformacja kalandrii. Wszystkie reaktory CANDU budowane są z obudową bezpieczeństwa.

### Reaktory chłodzone gazem
Reaktory typu AGCR są bardzo mało podatne na awarie z utratą chłodziwa lub z uszkodzeniem reaktora, prócz ekstremalnych okoliczności. Z uwagi na właściwości chłodziwa (dwutlenek węgla), jego dużą ilość i wysokie ciśnienie, transfer ciepła z reaktora odznacza się wysoką wydajnością. W przypadku ograniczonej awarii czas od jej wystąpienia do uszkodzenia rdzenia liczony jest w dniach. Przywrócenie chociaż częściowego działania układów chłodzenia powinno zapobiec uszkodzeniu rdzenia.
Inne wysokozaawansowane reaktory chłodzone gazem, nazywane reaktorami wysokotemperaturowymi, jak japoński High Temperature Test Reactor czy amerykański High Temperature Gas Reactor, są odporne na stopienie rdzenia ad hoc, gdyż stopienie rdzenia nie może w nich fizycznie nastąpić. Rdzenie takich reaktorów składają się z heksagonalnych graniastosłupów z grafitu wzmacnianego węglikiem krzemu i zawierających paliwo jądrowe (TRISO, QUADRISO, MOX, uran, tor). Rdzeń umieszczony jest w wypełnionym helem zbiorniku ciśnieniowym, pod ziemią, w obudowie bezpieczeństwa. Ponieważ do stopienia rdzenia nie może dojść, dodatkowe możliwości usuwania ciepła z rdzenia zapewnia wentylowanie powietrzem, z użyciem konwekcji i wymiennika ciepła.
Podobnie niewrażliwe na stopienie rdzenia był zachodnioniemiecki reaktor AVR, południowoafrykański reaktor PBMR, czy chiński reaktor HTR-10.

### Reaktory eksperymentalne i koncepcyjne
PIUS (Process inherent ultimate safety) – szwedzki projekt reaktora lekkowodnego z lat 70. XX wieku, wewnętrznie odporny na uszkodzenia rdzenia.
Reaktory typu TRIGA – zaprojektowane i zbudowane przez amerykańską firmę General Atomics, używane w wielu ośrodkach akademickich i medycznych. Wewnętrznie odporny i niewrażliwy na uszkodzenia rdzenia. Jego budowa celowo umożliwia impulsową pracę powyżej mocy nominalnej w celu produkcji wiązek neutronów. Po wygenerowaniu impulsu reaktor samoczynnie wraca do równowagi neutronowej. Uszkodzenie rdzenia jest fizycznie niemożliwe, a przegrzanie reaktora powoduje wyłączenie na poziomie molekularnym i zaprzestanie generowania energii cieplnej. Na tej technologii oparto projekt mobilnego reaktora Deployable Electrical Energy Reactor (RADIX) i małego reaktora TRIGA Power System.
Samoregulujący się modułowy reaktor jądrowy moderowany wodorem – reaktor używający wodorku uranu jako moderatora i paliwa. Podobny we właściwościach chemicznych i bezpieczeństwa do TRIGA.
LFTR (Liquid Fluoride Thorium Reactor) – reaktory, w których roztopiony rdzeń jest normalnym stanem pracy. Stanowi go eutektyczna mieszanina ciekłych soli fluorków, litu, berylu oraz uranu-233. W otaczającym rdzeń płaszczu w solach litu i berylu rozpuszczony jest tor, z którego powielany jest uran-233. Stan roztopiony jest dla rdzenia LFTR stanem normalnym i bezpiecznym, rdzeń taki nie może być więc mechanicznie uszkodzony. W przypadku wzrostu temperatury ponad temperaturę nominalną sole ulegają ekspansji i częściowemu wyparciu poza kadź rdzenia, co samoczynnie spowalnia reakcje rozszczepienia i generowanie energii cieplnej. Przy dalszym przegrzaniu następuje roztopienie blokady odpływu, co powoduje spłynięcie rdzenia do zbiorników. Tam, w stanie niekrytycznym, sole ulegają schłodzeniu. Rdzeń LFTR jest więc samoistnie bezpieczny.
Zaawansowane reaktory chłodzone ciekłym metalem, jak amerykański Integral Fast Reactor, rosyjskie BN-350, BN-600, czy BN-800, wszystkie wykorzystują wysokowydajne chłodziwo w postaci ciekłego sodu. Mogą więc sprostać awarii z utratą chłodzenia lub chłodziwa, bez wykonania awaryjnego wyłączenia (SCRAM), co kwalifikuje je jako wewnętrzne bezpieczne, o ile zapobiegnie się kontaktowi sodu z powietrzem lub wodą, gdyż dochodzi wówczas do silnie egzotermicznej reakcji.

## Reaktory radzieckie i rosyjskie

### RBMK
Radzieckie reaktory RBMK nie były budowane z obudową bezpieczeństwa, są wewnętrznie niestabilne, a ich awaryjne układy chłodzenia reaktorów są współcześnie uważane za niewystarczające.
UACR reaktorów RBMK mają konstrukcję pojedynczą (brak nadmiarowości), a nawet ta nie jest w stanie samodzielnie zapewnić schłodzenia rdzenia. Z powodu rozmiarów i niskiej gęstości energetycznej, rdzeń jest trudny do schłodzenia. Moderatorem w reaktorach RBMK jest grafit, który rozgrzany ulega zapłonowi w obecności tlenu. W wysokiej temperaturze reaguje z parą wodną, przekształcając się w gaz syntezowy, zawierający wodór i tlenek węgla. Chłodziwem jest woda, której wyparowanie oznacza utratę chłodzenia, ale zwiększa moderację (grafit jest lepszym moderatorem od wody), co sprawia, że reaktor ma dodatni współczynnik reaktywności przestrzeni parowych.
Rozgrzanie się reaktora może powodować blokowanie ruchu prętów kontrolnych. Reaktor ma też tendencję do kumulacji 135Xe przy pracy na małej mocy, co może prowadzić od zaburzenia wskazań dotyczących neutronów i mocy termicznej.
Reaktory RBMK nie posiadają również obudowy bezpieczeństwa. Najsłabszym elementem obudowy jest jej górna część, będąca płytą betonową z otworami do manipulacji prętami paliwowymi i kontrolnymi. Awaryjne wyłączenie reaktora (scram) zajmuje od 10–15 sekundy, czyli rząd wielkości więcej od 1–2,5 sekundowego czasu SCRAM reaktorach PWR\WWER.

### MKER
MKER to współczesne rosyjskie reaktory kanałowe oparte na tej samej koncepcji co reaktory RBMK, ale opracowane od nowa, z wykorzystaniem ich zalet, ale antycypując wady reaktorów RBMK. Cechuje się kilkoma unikalnymi własnościami wpływającymi na ich bezpieczeństwo:
- Możliwość wyłączenia z eksploatacji poszczególnych kanałów rdzenia w przypadku ich uszkodzenia
- Niższa gęstość mocy ułatwia termiczne sterowanie reaktorem. Moderacja grafitem poprawia też własności neutronowe.
- Bierny układ awaryjnego chłodzenia reaktora (BUACR) zapewnia wysoki stopień ochrony, wykorzystując naturalne zjawiska fizyczne
- Posiada obudowę bezpieczeństwa i ujemny współczynnik reaktywności próżni
- Możliwość wymiany paliwa w trakcie pracy reaktora, co teoretycznie umożliwia osiągnięcie współczynnika włączenia do sieci na poziomie 97–99%
- Umożliwia osiągnięcie wysokiego wypalenia paliwa i wykorzystanie niskowzbogaconego uranu
- Krótki czas wyłączania awaryjnego

Z uwagi na te cechy jego poziom bezpieczeństwa jest porównywalny z zachodnimi reaktorami III generacji.

### WWER
Rozpatrując bezpieczeństwo reaktorów typu WWER, należy rozgraniczyć je na poszczególne wersje: WWER-440 V230, WWER-440 V213 i WWER-1000. Te ostatnie można traktować jako rosyjskie odpowiedniki reaktorów PWR – pełna obudowa bezpieczeństwa, nadmiarowy UACR, odpowiednie oprzyrządowanie i instrumenty pomiarowe.
Pozostałe dwa typy posiadają szereg cech negatywnie wpływających na ich bezpieczeństwo, szczególnie WWER-440 V230, która:
- nie posiada obudowy bezpieczeństwa, a jedynie komorę otaczającą ciśnieniowy zbiornik reaktora, o możliwościach ochronnych niespełniających współczesnych norm bezpieczeństwa
- nie posiada układu awaryjnego chłodzenia reaktora (UACR). Konstrukcja jest odporna jedynie na pęknięcie rur do 4 cali średnicy, podczas gdy występują w niej rurociągi o większym przekroju
- posiada 6 pętli z generatorami pary, co wprowadza nadmierne skomplikowanie konstrukcji
- wnętrze zbiornika wykonane jest ze stali podatnej na korozję w obecności wody, co wymaga stacji uzdatniania wody
- ma systemy kontrolne reaktora uważane za przestarzałe

W ramach poprawy bezpieczeństwa niektóre kraje zdecydowały się na modernizacje reaktorów tego typu, poprzez montaż UACR, poprawę procedur, wymianę instrumentów i oprzyrządowania.
Wariant WWER-440 V213 został zbudowany już według nowych radzieckich norm bezpieczeństwa. Posiada obudowę bezpieczeństwa i UACR, ale o parametrach niższych niż odpowiedniki budowane przez inne kraje. W wielu reaktorach tego typu zmodernizowano oprzyrządowanie i systemy kontroli do wyższych standardów zachodnich. Reaktory te są uznawane za wystarczająco bezpieczne, aby pracować dalej bez dalszych modernizacji, chociaż wielu właścicieli takich reaktorów wykonało dalsze modernizacje.
W latach 70. XX wieku w Finlandii powstały dwa bloki z reaktorami WWER-440 V213, które wyposażono w pełnowartościowe obudowy bezpieczeństwa, najwyższej klasy oprzyrządowanie, i UACR wykazujący nadmiarowość i zróżnicowanie komponentów. Dzięki dodatkowym biernym zabezpieczeniom, jak 900-tonowe magazyny lodu w obudowach bezpieczeństwa, są to najbardziej zaawansowane wersje reaktorów WWER-440 na świecie.

### Katastrofa Elektrowni Jądrowej w Czarnobylu

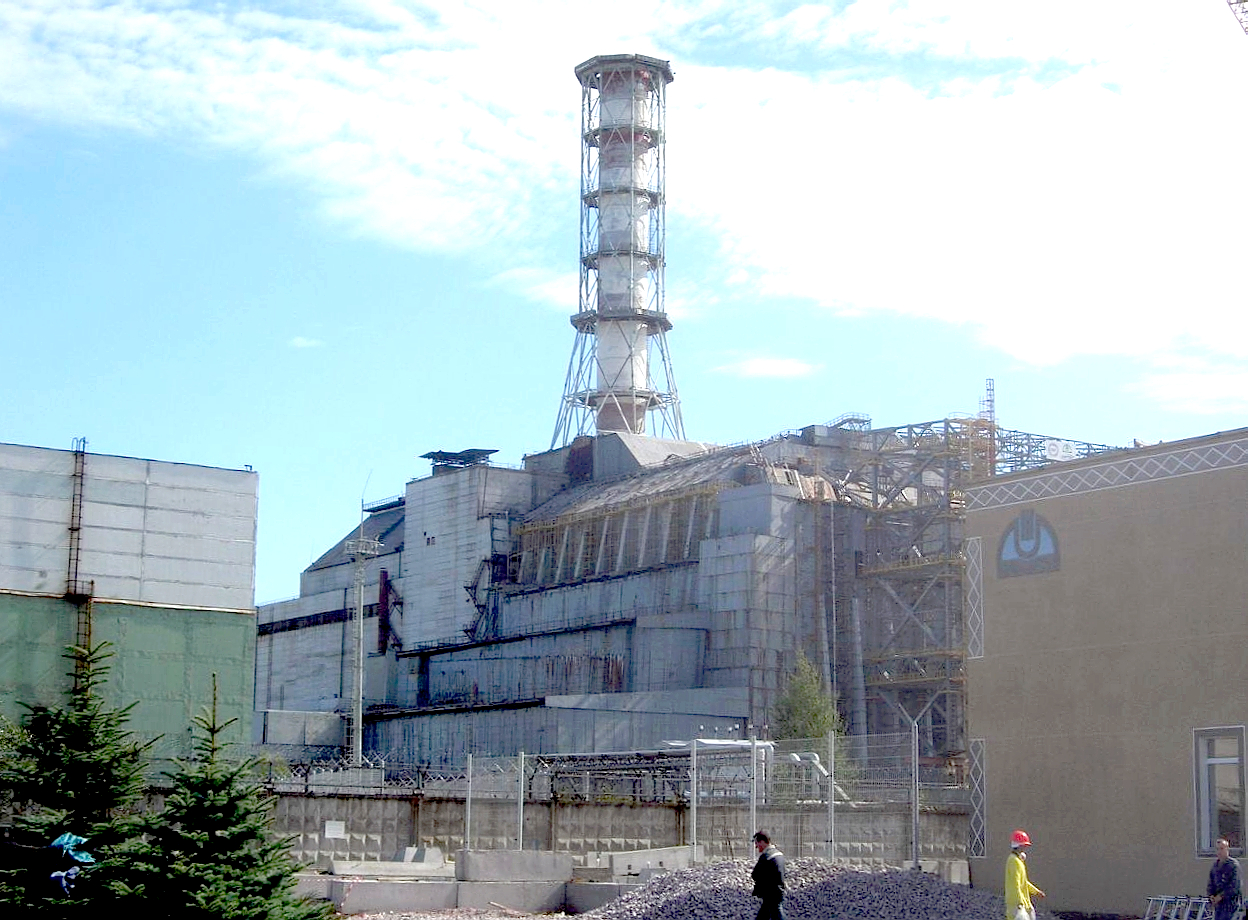
Sarkofag zniszczonego reaktora w Czarnobylu

W rezultacie eksperymentu przeprowadzonego w 4. bloku elektrowni jądrowej Czarnobyl doszło do awarii i stopienia rdzenia. Gdy zaczął on spływać i oddalać się od grafitowego moderatora, przestał znajdować się w stanie krytycznym. Stygł jednak przez długi czas. Część stopionego rdzenia, która nie odparowała w trakcie pożaru, spłynęła w głąb budynku reaktora i zastygła, zanim nastąpiło oddziaływanie z betonem. Zastygłe elementy rdzenia ochrzczono potem nazwą „stopa słonia”.
W Czarnobylu awarii uległ reaktor typu RBMK. Katastrofę spowodował nadmierny wzrost mocy reaktora, co doprowadziło do stopienia rdzenia, eksplozji zbiornika reaktora, pożaru grafitu, i w końcu rozległego skażenia terenów poza elektrownią. Błędy operatorów i błędnie zaprojektowany układ wyłączania doprowadziły do wzrostu ilości produkowanych w rdzeniu neutronów, to do wzrostu tempa rozszczepień, a ostatecznie do szybkiego wzrostu wydzielanego ciepła. Woda chłodząca gwałtownie odparowała, a para wodna doprowadziła do granulacji górnej części rdzenia i uszła z rdzenia, wysadzając jego górną część. Wybuch rozniósł radioaktywne elementy rdzenia na dużej powierzchni, co było zasadniczym zagrożeniem dla ratowników i okolicznej ludności. Dolna część reaktora pozostała stosunkowo nienaruszona. Grafitowy moderator został wystawiony na działanie tlenu z powietrza, a proces utleniania przyspieszało dodatkowo ciepło nadal emitowane przez rdzeń. Spalany grafit unosił z dymem substancje promieniotwórcze przez zniszczony budynek bloku, co było główną przyczyną skażenia dużego obszaru poza elektrownią. Dodatkowo wydzielało się ciepło, które doprowadziło do dalszego topienia się rdzenia, który w końcu spłynął instalacją drenującą do podziemnej części budynku reaktora, a tam zastygł. Aby uniknąć możliwości wznowienia reakcji łańcuchowej, np. w przypadku dostania się do zastygłych elementów wody deszczowej, zastosowano trucizny reaktorowe, czyli substancje pochłaniające neutrony.
Pod względem przyczyn i skutków bezpośrednich najbliższa tej awarii jest awaria amerykańskiego reaktora eksperymentalnego SL-1, w 1961 roku. Obie awarie były typu reaktywnościowego, tj. polegały na zakłóceniu reaktywności rdzenia. Szybkie jej zmiany mogą doprowadzić do niestabilnej pracy reaktora. W Czarnobylu przyczyną gwałtownej zmiany reaktywności były nieodpowiednio prowadzony eksperyment i ingerencja w układy zabezpieczające. W SL-1, nieodpowiednie obchodzenie się z prętami regulacyjnymi reaktora i brak zabezpieczeń chroniących przed takim zachowaniem. Zmiana reaktywności doprowadziła do gwałtownego skoku generowanej energii. Przy wydzielaniu się energii z pastylek paliwa w tempie powyżej 1500 J/g dochodzi do gwałtownego zniszczenia pręta paliwowego spowodowanego wzrostem ciśnienia gazów pod koszulką i jej rozerwaniem.
Rozerwanie koszulki w obu przypadkach pociągnęło za sobą wyrzucenie stopionego paliwa do chłodziwa. Pociągnęło to za sobą gwałtowne odparowanie wody, skokowy wzrost ciśnienia chłodziwa i uderzenie wodne. W obu przypadkach fala uderzeniowa spowodowała podrzucenie reaktora, rozerwanie jego ścian zbiornika i doprowadziła do śmierci osób znajdujących się w hali reaktora. Awaria SL-1 miała o wiele mniejsze skutki, gdyż sam reaktor miał mniejszą moc i posiadał obudowę bezpieczeństwa.

## Skutki
Pierwsze oszacowanie skutków stopienia rdzenia powstało w 1957 na zlecenie Amerykańskiej Komisji Energii Atomowej. Autorzy studium WASH-740 rozpatrzyli w nim trzy różne awarie reaktora o mocy cieplnej 500 MW: uszkodzenie koszulki paliwowej bez uwolnienia produktów rozszczepienia poza zbiornik reaktora; stopienie paliwa i rozerwanie obiegu pierwotnego; stopienie paliwa, rozerwanie obiegu pierwotnego i zniszczenie obudowy bezpieczeństwa. W trzeciej hipotetycznej awarii stwierdzono, że przy gęstości zaludnienia 150 osób/km² awaria spowodowałaby 3400 zgonów z powodu promieniowania, 43 0000 zachorowań na choroby nowotworowe i skażenie terenu w promieniu 70 kilometrów. Te bardzo pesymistyczne oceny wynikały z wówczas niskiej wiedzy o zachowaniu się produktów rozszczepienia. Z drugiej strony, od razu zwróciły uwagę na wagę zagrożenia związanego z uwolnieniem do środowiska dużych ilości substancji promieniotwórczych i skłoniły władze do wprowadzenia obudów bezpieczeństwa jako niezbędnego elementu każdej amerykańskiej elektrowni jądrowej. Studium WASH-740 stało się podstawą ustawy Price Anderson Act, ustanawiającą odpowiedzialność za skutki awarii elektrowni jądrowych w USA. W 1950 roku ustanowiono generalną zasadę, że w przypadku najciężej awarii wymagana może być ewakuacja ludności w promieniu zależnym od mocy cieplnej reaktora, P:
{\displaystyle R=0,01{\sqrt {P}}}.
Dla typowego reaktora o mocy elektrycznej 1000 MW (3000 MW mocy cieplnej) promień ten wynosi ok. 30 kilometrów.
Awarie, jakie zdarzyły się w pierwszych latach rozwoju energetyki jądrowej, pożar w Windscale, awaria kanadyjskiego reaktora badawczego NRX, czy amerykańskiego reaktora wojskowego SL-1, pokazały jednak, że nawet w wyniku dużych awarii z rdzenia wydostaje się mniej niż połowa najtoksyczniejszych produktów rozszczepienia. Na podstawie tych doświadczeń w 1962 powstało studium TID-14884, w którym oceniono, że w wyniku awarii ze stopieniem rdzenia uwolni się 100% gazowych produktów rozszczepienia, 50% izotopów jodu i 1% stałych produktów rozszczepienia. Przy zachowaniu szczelności obudowy na zewnątrz wydostawałyby się tylko ilości związane z jej nieszczelnościami. W przypadku całkowitego zniszczenia reaktora nr 4 elektrowni czarnobylskiej, który nie miał obudowy bezpieczeństwa, liczby te wynosiły odpowiednio, ~100%, 20% i 3–4%.
| Produkt rozszczepienia | Wydzielona frakcja produktu (%) |
| ---------------------- | ------------------------------- |
| Kr, Xe                 | 100,0                           |
| Jod, Br                | 80,0                            |
| Cs, Rb                 | 50,0                            |
| Te                     | 10,0                            |
| Ba, Sr                 | 5,0                             |
| Zr, Nb, Ce             | 0,5                             |
| Mo                     | 2,0                             |
| Ru                     | 10,0                            |

Skutki stopienia rdzenia zależą od cech bezpieczeństwa danego reaktora. Współczesne konstrukcje zaprojektowane są pod kątem minimalizacji ryzyka stopienia, a gdy to nastąpi, do niewydostania się skażenia poza obudowę bezpieczeństwa. Oznacza to, że stopienie rdzenia może poważnie uszkodzić lub zniszczyć reaktor, a budynek reaktora może zostać silnie skażony radioaktywnie, ale sama awaria nie powinna stanowić znaczącego ryzyka dla zdrowia ludności.
W praktyce jednak stopienia rdzeni są zwykle częścią innych rozległych awarii, choć niewielka liczba takich zdarzeń w historii nie pozwala na wiarygodne i precyzyjne przypisanie częstości słowu „zwykle”. Na przykład w awarii czarnobylskiej, nim doszło do stopienia rdzenia, w reaktorze miała już miejsce eksplozja pary i pożar grafitu, co doprowadziło do skażenia środowiska, gdyż reaktor, podobnie jak niemal wszystkie reaktory w ZSRR, nie posiadał obudowy bezpieczeństwa.
Przywrócenie chłodzenia reaktora w celu zapobieżenia stopieniu rdzenia wymaga obniżenia ciśnienia, które mogło do tego czasu wzrosnąć w wyniku parowania wody chłodzącej (reaktory PWR, BWR), a to może wymagać upuszczenia pary z jego wnętrza. Dopiero wtedy operatorzy mogą wtłaczać do reaktora świeżą wodę chłodzącą.

### Przeciek obudowy bezpieczeństwa

Budowa reaktora typu BWR Mark I. Numerem 10 oznaczono betonową część obudowy bezpieczeństwa. Pomarańczową linią oznaczono stalową część obudowy bezpieczeństwa, dzielący się na zbiornik suchy (drywell), i zbiornik basenowy (24), służący do kondensowania pary wodnej

W latach 80. XX wieku zidentyfikowano, że we wczesnych reaktorach typu BWR, jak BWR Mark I (EJ Browns Ferry, EJ Fukushima I), w przypadku stopienia rdzenia, może dojść do wycieku z obudowy bezpieczeństwa (składającej się z obudowy stalowej i obudowy betonowej) przede wszystkim przez kanały wiązek elektrycznych zbiornika suchego (drywell). Badania i symulacje w EJ Browns Ferry pokazały, że przy długotrwałym działaniu temperatury powyżej maksymalnej temperatury pracy uszczelek kanałów, tj. 163 °C, tracą one swoje właściwości mechaniczne i zaczynają być nieszczelne. Dochodzi wtedy do wentylowania zbiornika suchego poprzez kanały wyprowadzeń elektrycznych, w tempie około 118 litrów/godzinę, przy ciśnieniu 964 kPa. Przy temperaturze zbiornika suchego przekraczającej 500 °C, doszłoby do wystrzelenia uszczelek, co zwiększyłoby wentylację do poziomu 30 000 litrów/h, przy ciśnieniu prawie 1 MPa (wartości w przypadku wystrzelenia wszystkich uszczelek). Symulacje wskazały wtedy, że ciśnienie wymagane do takiego scenariusza byłoby o 30% mniejsze, niż zakładano w studium bezpieczeństwa reaktora. Badania przeprowadzone w EJ Browns Ferry zakładały stopienie rdzenia jako konsekwencję całkowitej utraty źródeł zasilania przez elektrownię, zarówno zewnętrznych, jak i wewnętrznych.

### Skutki według WASH-1400
Studium WASH-1400 rozpatrywało 8 hipotetycznych przypadków awarii ze stopieniem rdzenia dla reaktora PWR i 4 dla reaktora BWR. Analizowany reaktor miał pracować na paliwie o wzbogaceniu 3,1%, z gęstością mocy 34,4 kW/kgU, a w momencie awarii wypalenie paliwa miało mieć poziom 20,6 MWd/kgU:
- PWR 1A, PWR 1B – stopienie rdzenia poprzedzone z wybuchem pary w momencie zetknięcia się wody chłodzącej z rdzeniem zalegającym w zbiorniku ciśnieniowym. Zakłada się niezadziałanie zraszania i chłodzenia obudowy bezpieczeństwa, i tym samym zakłada ciśnienie w obudowie większe niż atmosferyczne (zamiast podciśnienia). Eksplozja pary zrywa głowicę zbiornika ciśnieniowego, która uszkadza obudowę bezpieczeństwa i uwalnia substancje promieniotwórcze, przez 10 minut w dużym tempie, potem w małym.
- PWR 2 – awaria chłodzenia reaktora prowadząca do stopienia rdzenia. Zakłada się niezadziałanie zraszania i chłodzenia obudowy bezpieczeństwa (jak w PWR 1A/1B). Nieszczelność obudowy bezpieczeństwa jest tutaj spowodowana nadciśnieniem. Produkty rozszczepienia wydobywają się w dużym tempie przez 30 minut, a potem w małym tempie. Większość substancji promieniotwórczych uwalnia się w ciągu 1,5 godziny.
- PWR 3 – najpierw następuje uszkodzenie obudowy bezpieczeństwa z powodu awarii układu jej chłodzenia, a potem następuje stopienie rdzenia. Produkty rozszczepienia, po reakcji rdzenia z betonem, przedostają się przez uszkodzoną obudowę.
- PWR 4 – awaria z utratą chłodziwa (AUCh) i następujące po nich awarie: układu chłodzenia reaktora, zraszania obudowy bezpieczeństwa i izolacji obudowy biologicznej. Większość substancji promieniotwórczych uwalnia się w ciągu 2–3 godzin.
- PWR 5 – podobnie jak PWR 4, ale działa układ zraszania obudowy bezpieczeństwa. Produkty rozszczepienia uwalniają się przez wiele godzin, ale ich ilość jest wydatnie zmniejszona dzięki zraszaniu.
- PWR 6 – stopienie rdzenia w wyniku awarii układu chłodzenia; nie działa zraszanie obudowy. Obudowa bezpieczeństwa zachowuje szczelność, dopóki stopiony rdzeń nie przepala betonowego fundamentu. Produkty rozszczepienia dostają się do ziemi, stamtąd przedostają się do powietrza. Uwalnianie trwa około 10 godzin.
- PWR 9 – awaria bliska maksymalnej awarii projektowej dla reaktorów PWR. Od obudowy bezpieczeństwa uwalniają się jedynie produkty rozszczepienia znajdują się w przestrzeni między paliwem a koszulką. Nie dochodzi do stopienia rdzenia. Uwalnianie substancji promieniotwórczych trwa 0,5 godziny, podczas których ciśnienie w obudowie jest większe od atmosferycznego.
- BWR 1 – stopienie rdzenia z eksplozją pary wodnej w zbiorniku reaktora, która narusza obudowę bezpieczeństwa. Uwalnianie się produktów rozpadu trwa 0,5 godziny.
- BWR 2 – stopienie rdzenia w wyniku niestabilności pracy reaktora. Nie działa układ awaryjnego chłodzenia reaktora. Z powodu zbyt wysokiego ciśnienia dochodzi do rozszczelnienia obudowy bezpieczeństwa. Produkty rozpadu uwalniają się przez 3 godziny. Uwalniane gazy nie podlegają zraszaniu ani filtrowaniu.
- BWR 3 – podobnie jak BWR 2, ale niezależnie od tego, czy do rozszczelnienia obudowy bezpieczeństwa dochodzi przed stopieniem rdzenia czy też po eksplozji pary. Część produktów rozszczepienia zostaje zatrzymana w zbiorniku basenowym (wetwell). Większość substancji uwalania się w ciągu 3 godzin.
- BWR 5 – awaria bliska maksymalnej awarii projektowej dla reaktorów BWR. Od obudowy bezpieczeństwa uwalniają się jedynie produkty rozszczepienia znajdują się w przestrzeni między paliwem a koszulką. Nie dochodzi do stopienia rdzenia. Uwalnianie substancji promieniotwórczych trwa 5 godziny, podczas których ciśnienie w obudowie jest większe od atmosferycznego, ale większość emisji jest filtrowana.

#### Emisja substancji promieniotwórczych
| Rodzaj awarii | Po awarii | Wys. słupa emisji (m) | Energia towarzysz. uwolnieniu (MW) | Frakcja uwolnionych substancji z rdzenia | Frakcja uwolnionych substancji z rdzenia | Frakcja uwolnionych substancji z rdzenia | Frakcja uwolnionych substancji z rdzenia | Frakcja uwolnionych substancji z rdzenia | Frakcja uwolnionych substancji z rdzenia | Frakcja uwolnionych substancji z rdzenia | Frakcja uwolnionych substancji z rdzenia | Moment uwolnienia (h od awarii) | Czas uwalniania (h) | Czas ostrzeżenia (h) |
| Rodzaj awarii | Po awarii | Wys. słupa emisji (m) | Energia towarzysz. uwolnieniu (MW) | Xe, Kr                                   | J organiczny                             | J                                        | Cs, Rb                                   | Te, Sb                                   | Br, Sr                                   | Ru, Rh, Mo, Tc                           | Y, La, Zr, Nb, Ce, Pr, Nd, Pu, Am, Cm    | Moment uwolnienia (h od awarii) | Czas uwalniania (h) | Czas ostrzeżenia (h) |
| ------------- | --------- | --------------------- | ---------------------------------- | ---------------------------------------- | ---------------------------------------- | ---------------------------------------- | ---------------------------------------- | ---------------------------------------- | ---------------------------------------- | ---------------------------------------- | ---------------------------------------- | ------------------------------- | ------------------- | -------------------- |
| PWR 1A        | 0,0000004 | 25                    | 5,9                                | 0,9                                      | 0,006                                    | 0,7                                      | 0,4                                      | 0,4                                      | 0,05                                     | 0,4                                      | 0,003                                    | 2,5                             | 0,5                 | 1                    |
| PWR 1B        | 0,0000005 | 25                    | 152                                | 0,9                                      | 0,006                                    | 0,7                                      | 0,4                                      | 0,4                                      | 0,05                                     | 0,4                                      | 0,003                                    | 2,5                             | 0,5                 | 1                    |
| PWR 2         | 0,000008  | 0                     | 50                                 | 0,9                                      | 0,007                                    | 0,7                                      | 0,5                                      | 0,3                                      | 0,06                                     | 0,02                                     | 0,004                                    | 2,5                             | 0,5                 | 1                    |
| PWR 3         | 0,000004  | 0                     | 1,8                                | 0,8                                      | 0,006                                    | 0,2                                      | 0,2                                      | 0,3                                      | 0,02                                     | 0,03                                     | 0,003                                    | 5                               | 1,5                 | 2                    |
| PWR 4         | 0,0000005 | 0                     | 0,3                                | 0,6                                      | 0,002                                    | 0,09                                     | 0,04                                     | 0,03                                     | 0,005                                    | 0,003                                    | 0,0004                                   | 2                               | 3                   | 2                    |
| PWR 5         | 0,0000007 | 0                     | 0,1                                | 0,3                                      | 0,002                                    | 0,03                                     | 0,009                                    | 0,005                                    | 0,001                                    | 0,0006                                   | 0,00007                                  | 2                               | 4                   | 1                    |
| PWR 6         | 0,000006  | 0                     | 0                                  | 0,3                                      | 0,002                                    | 0,0004                                   | 0,0008                                   | 0,001                                    | 0,00009                                  | 0,00007                                  | 0,00001                                  | 12                              | 10                  | 1                    |
| PWR 9         | 0,0004    | 0                     | 0                                  | 0,000003                                 | 0,000000007                              | 0,0000001                                | 0,0000006                                | 0,000000001                              | 0,00000000001                            | 0                                        | 0                                        | 0,5                             | 0,5                 | 0                    |
| BWR 1         | 0,000001  | 25                    | 38                                 | 1                                        | 0,007                                    | 0,40                                     | 0,40                                     | 0,70                                     | 0,05                                     | 0,5                                      | 0,005                                    | 2                               | 0,5                 | 1,5                  |
| BWR 2         | 0,000006  | 0                     | 8,8                                | 1                                        | 0,007                                    | 0,90                                     | 0,50                                     | 0,30                                     | 0,10                                     | 0,03                                     | 0,004                                    | 30                              | 3                   | 2                    |
| BWR 3         | 0,00002   | 25                    | 5,9                                | 1                                        | 0,007                                    | 0,10                                     | 0,10                                     | 0,30                                     | 0,01                                     | 0,02                                     | 0,004                                    | 30                              | 3                   | 2                    |
| BWR 5         | 0,0001    | 150                   | 0                                  | 0,0005                                   | 0,000000002                              | 0,00000000006                            | 0,000000004                              | 0,000000000008                           | 0,00000000000008                         | 0                                        | 0                                        | 3,5                             | 5                   | 0                    |

Empiryczne pomiary w trakcie rzeczywistych awarii (SL-1, Windscale i Three Mile Island, zawarte w badaniu BEED), porównane do awarii typu PWR 4, pokazują, że prócz ilości uwolnionych gazów szlachetnych, pozostałe grupy produktów rozpadu uwalniają się w odsetku o rząd wielkości mniejszym niż w studium WASH-1400, tj. w około 10 razy mniejszej ilości.

#### Istotność izotopów
Przy różnych rodzajach awarii dawki promieniowania otrzymane przez ludzi będą różniły się pod względem pochodzenia od różnych izotopów będących produktami rozpadu. Decyduje o tym, przede wszystkim, czas między awarią a przedostaniem się izotopów do środowiska i momentem narażenia człowieka na nie.
Większość uwolnionych izotopów promieniotwórczych ma, pojedynczo, mały wkład w dawkę promieniowania, gdyż pierwiastki, i związki przez nie tworzone, albo nie mają znaczenia biologicznego albo są z organizmu szybko usuwane.
| Rodzaj awarii | Gazy szlachetne (%) | Jod (%) | Cez (%) | Stront (%) | Pozostałe (%) | Dawka sumaryczna (mSv) |
| ------------- | ------------------- | ------- | ------- | ---------- | ------------- | ---------------------- |
| PWR 1A        | 6,0                 | 64      | 3,1     | 2,0        | 25            | 450                    |
| PWR 1B        | 9,3                 | 66      | 2,1     | 1,3        | 21            | 29                     |
| PWR 2         | 7,6                 | 75      | 4,4     | 2,8        | 10            | 210                    |
| PWR 3         | 13                  | 57      | 4,9     | 2,7        | 23            | 92                     |
| PWR 4         | 33                  | 53      | 2,3     | 1,6        | 9,6           | 30                     |
| PWR 5         | 43                  | 47      | 1,4     | 0,9        | 7,7           | 9,9                    |
| PWR 6         | 86                  | 10      | 0,6     | 0,3        | 3,3           | 0,85                   |
| PWR 9         | 59                  | 18      | 13      | ~0         | 9,8           | 0,00027                |
| BWR 1         | 8,5                 | 49      | 3,4     | 2,2        | 37            | 240                    |
| BWR 2         | 2,6                 | 68      | 7,3     | 6,0        | 16            | 110                    |
| BWR 3         | 9,8                 | 47      | 5,6     | 2,3        | 35            | 29                     |
| BWR 5         | 91                  | 0,01    | ~0      | ~0         | 9,2           | 0,0036                 |

#### Natychmiastowe skutki zdrowotne
Wczesne skutki somatyczne działania promieniowania jonizującego pojawiają się zwykle po ekspozycji na duże dawki, w ciągu dni lub tygodni od napromieniowania. Ponieważ związane są z dawkami powyżej 1 Sv, dotyczą ludzi w najbliższym sąsiedztwie elektrowni. Związane są ściśle z dawką otrzymaną przez daną osobę i mają charakter bardziej deterministyczny.
Studium przewiduje, że w przypadku poważnej awarii jądrowej zostaną zmobilizowane wszystkie możliwe środki ratunkowe w kraju wystąpienia i w krajach ościennych. Oznacza to, że dla poważnie rannych będą dostępne zaawansowane metody leczenia. Stopień jakości pomocy ratunkowo-medycznej podzielony został na 3 poziomy: minimalny, podtrzymujący, agresywny.
Przy poziomie „podtrzymującym” nie oczekuje się wystąpienia zgonów wczesnych jako skutku jakiejkolwiek z rozważanych awarii.
Dla najcięższego pod względem dawki w pobliżu elektrowni awarii PWR 1A modele pokazują 82% prawdopodobieństwo wystąpienia braku natychmiastowych zgonów w promieniu 5,4 km, 16% na jedną ofiarę śmiertelną, 2% na dwie ofiary śmiertelne. Obliczenia te nie uwzględniają ewakuacji, której skuteczne przeprowadzenie przybliża powyższe prawdopodobieństwa do 0.

#### Opóźnione skutki zdrowotne
Opóźnione skutki zdrowotne dotyczą głównie zachorowań na nowotwory. Mogą być obserwowane od 2 do 30 lat od wystawienia na ekspozycję.
Obliczenia dotyczące ilości wystąpień nowotworów spowodowanych promieniowaniem również nie obejmują podjęcia ewakuacji, lub innych środków zaradczych, i na ogół charakteryzują się przeszacowaniem ich ilości, tj. oznaczają raczej górny limit ilości zachorowań.
| Rodzaj awarii | Liczba osób napromieniowanych | Dawka zbiorowa na całe ciało (osobo-Sv) | Liczba opóźnionych zgonów | Zgony na 1000 mieszkańców | Przykładowe częstości zgonów na raka z innych przyczyn                        |
| ------------- | ----------------------------- | --------------------------------------- | ------------------------- | ------------------------- | ----------------------------------------------------------------------------- |
| PWR 1A        | 22 000                        | 7984                                    | 99,8                      | 4,5                       | Miasto Wexford – 78,6 (1975), hrabstwo Wexford – 51,0 (1975), Irlandia – 59,0 |
| PWR 1B        | 21 750                        | 1469                                    | 18,3                      | 0,84                      | Miasto Wexford – 78,6 (1975), hrabstwo Wexford – 51,0 (1975), Irlandia – 59,0 |
| PWR 2         | 22 100                        | 4463                                    | 55,9                      | 2,53                      | Miasto Wexford – 78,6 (1975), hrabstwo Wexford – 51,0 (1975), Irlandia – 59,0 |
| PWR 3         | 24 200                        | 2000                                    | 25,0                      | 1,04                      | Miasto Wexford – 78,6 (1975), hrabstwo Wexford – 51,0 (1975), Irlandia – 59,0 |
| PWR 4         | 25 500                        | 613                                     | 7,7                       | 0,3                       | Miasto Wexford – 78,6 (1975), hrabstwo Wexford – 51,0 (1975), Irlandia – 59,0 |
| PWR 5         | 25 800                        | 189                                     | 2,4                       | 0,09                      | Miasto Wexford – 78,6 (1975), hrabstwo Wexford – 51,0 (1975), Irlandia – 59,0 |
| PWR 6         | 26 800                        | 11,3                                    | 0,1                       | 0,04                      | Miasto Wexford – 78,6 (1975), hrabstwo Wexford – 51,0 (1975), Irlandia – 59,0 |
| BWR 1         | 21 100                        | 5175                                    | 64,7                      | 3,07                      | Miasto Wexford – 78,6 (1975), hrabstwo Wexford – 51,0 (1975), Irlandia – 59,0 |
| BWR 2         | 26 000                        | 3871                                    | 48,4                      | 1,86                      | Miasto Wexford – 78,6 (1975), hrabstwo Wexford – 51,0 (1975), Irlandia – 59,0 |
| BWR 3         | 25 500                        | 827                                     | 10,4                      | 0,41                      | Miasto Wexford – 78,6 (1975), hrabstwo Wexford – 51,0 (1975), Irlandia – 59,0 |

#### Skutki genetyczne
Trzeci rodzaj skutków napromieniowania odnosi się do efektów nie widocznych u napromieniowanych, tylko przenoszonych na potomstwo w wyniku mutacji genetycznych. Skutki opóźnione i genetyczne mają charakter ściśle probabilistyczny, gdzie promieniowanie jonizujące jest tylko jednym z wielu czynników kancerogennych. Nie istnieje bowiem kliniczna możliwość rozróżnienia nowotworów podług czynnika je powodującego. Skutki te będą więc odnotowane jako wzrost ogólnej liczby zachorowań na nowotwory, której można wyjaśnić innymi przyczynami, w tym zwiększenia ich wykrywalności.
Publikacja nr 27 Międzynarodowej Komisji Ochrony Radiologicznej (ICRP) określa prawdopodobieństwo wystąpienia poważnej choroby genetycznej w dwóch pierwszych pokoleniach, którą można powiązać z narażeniem na promieniowania, na poziomie 0,01/Sv dawki na całe ciało. Daje to ryzyko (osoby płodne, napromieniowanie przed zapłodnieniem) w populacji ok. 0,004/Sv dawki zbiorczej na całe ciało. W przybliżeniu liczbę skutków genetycznych w pierwszych dwóch pokoleniach określa się na 1/3 liczny zgonów opóźnionych spowodowanych chorobą nowotworową wywołaną promieniowaniem.

## Historia
Odnotowane stopienia rdzeni:

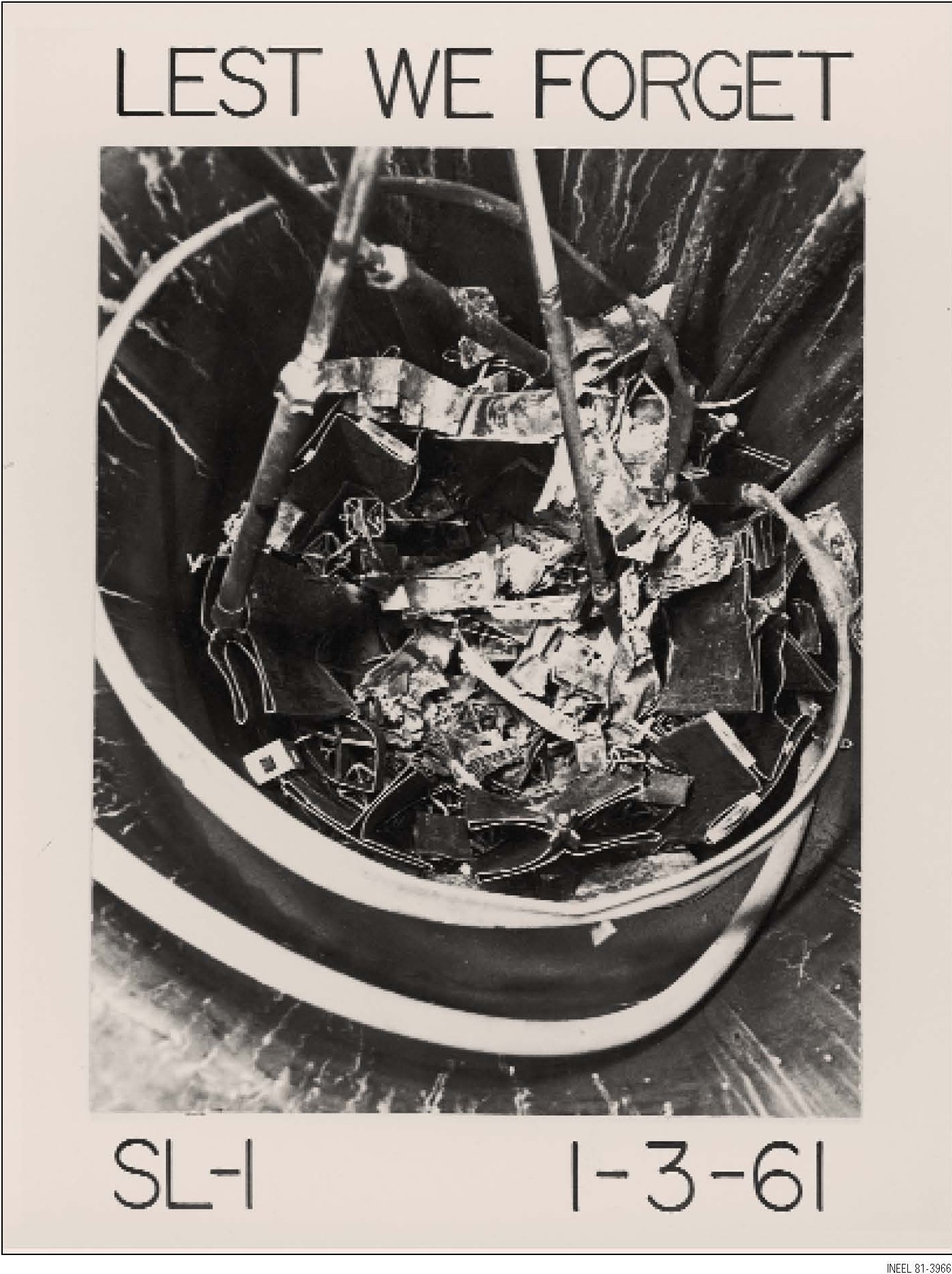
Zdjęcie rdzenia reaktora SL-1 na plakacie z hasłem „Aby nie zapomnieć”

- 12 grudnia 1952 – NRX  – reaktor badawczy; naprawiony[38]
- 22 lipca 1954 – BORAX-I  – reaktor badawczy; zniszczony celowo; zlikwidowany[39]
- 29 listopada 1955 – EBR-I  – badawczy reaktor powielający; zlikwidowany[39]
- 10 października 1957 – Windscale  – reaktor prototypowy; zlikwidowany[40]
- 12–26 lipca 1959 – Sodium Reactor Experiment  – eksperymentalny reaktor chłodzony ciekłym sodem; zlikwidowany[41]
- 3 stycznia 1961 – SL-1  – wojskowy reaktor eksperymentalny; zlikwidowany[42]
- luty 1965 – NS Lenin  – reaktor N2 typu OK-150; wymieniony na reaktor OK-900 wraz z pozostałymi 2 reaktorami[43]
- 5 października 1966 – Fermi 1  – eksperymentalny reaktor powielający na szybkich neutronach; naprawiony[44]
- 24 maja 1968 – okręt podwodny K-27  – reaktor chłodzony ciekłym metalem[43]
- 21 stycznia 1969 – Reaktor Lucens  – reaktor prototypowy; zlikwidowany[45]
- 17 października 1969 – Elektrownia jądrowa Saint-Laurent  – reaktor AGC[46]
- 28 marca 1979 – Three Mile Island-2  – reaktor typu PWR; zlikwidowany[46]
- 2 lipca 1979 – okręt podwodny K-19  – reaktor lekkowodny[43]
- 26 kwietnia 1986 – Czarnobyl-4  – reaktor typu RBMK; w sarkofagu[46]
- 25–28 czerwca 1989 – okręt podwodny K-192 [47][48][49]
- 11 marca 2011 – Fukushima  – reaktor typu BWR; stan reaktorów niepotwierdzony[50]

## Symulacje i eksperymenty
Badanie przyczyn i skutków tak poważnych awarii jak stopienie rdzenia jest możliwe za pomocą symulacji obliczeniowych, eksperymentów, lub śledzeniu rzeczywistych awarii. Symulacje obliczeniowe umożliwiają względnie tanie i bardzo elastyczne badanie przyczyn, przebiegu i skutków awarii. Modele komputerowe opierają się na badaniach empirycznych (eksperymenty i awarie rzeczywiste). Ich skuteczność zależy jednak znajomości i dokładności modelowania poszczególnych zjawisk zachodzących podczas symulowanych procesów.
Wśród współcześnie najtrudniej symulowanych, bądź słabo poznanych, aspektów topnienia rdzenia są:
- masa, skład, konsystencja i temperatura elementów rdzenia przemieszczających się na dno zbiornika ciśnieniowego w funkcji czasu
- oddziaływania między stopionymi elementami rdzenia a wodą w dolnej komorze mieszania zbiornika ciśnieniowego (pękanie i zastyganie stopionego rdzenia, chłodzenie odłamków przez wodę)
- oddziaływania między stopionym rdzeniem a dnem zbiornika ciśnieniowego oraz jego penetracja
- czas, miejsce i rozmiar uszkodzenia dolnej głowicy (dna) zbiornika ciśnieniowego
- stan elementów stopionego rdzenia na dnie zbiornika w momencie jego uszkodzenia (przepalenia)

Niepewność obliczeń rośnie, gdy dochodzi do topienia elementów rdzenia. Obliczenia komplikują procesy przemieszczania, zastygania i oddziaływania różnych materiałów (metale, tlenki, ceramiki) w różnych fazach (ciało stałe, ciecz, eutektyk). Współczesne modele analityczne mają trudności z dokładnym symulowaniem ostatnich faz topnienia rdzenia.

### Kody obliczeniowe
- APRIL – opracowany przez Rensselaer Polytechnic Institute, przy współpracy z ESEERCO[51], rozdzielczość 10x10
- BWRSAR (Boiling Water Reactor Severe Accident Response) – opracowany przez Oak Ridge National Laboratory[51]; do modelowania poważnych awarii reaktorów typu BWR
- CONTAIN (Containment transient analysis tool) – do modelowania zachowania obudowy reaktora i budynków w trakcie awarii; opracowany przez Sandia National Laboratories; obecnie zastępowany kodem MELCOR[52]
- MAAP (Modular Accident Analysis Program) – rozdzielczość 5×13 lub 7×23 (MAAP-4)
- MARCH/STCP (Source Term Code Package)
- MELCOR (Methods for Estimation of Leakages and Consequences of Releases) – opracowany przez Sandia National Laboratories; do modelowania awarii reaktorów lekkowodnych i układów niereaktorowych (np. zbiorników na wypalone paliwo)[52]
- RELAP (Reactor Excursion and Leak Analysis Program) – do modelowania awarii i wycieków reaktorów lekkowodnych
- SCDAP (Severe Core Damage Analysis package) – opracowany przez Idaho National Engineering and Environmental Laboratory; modelowanie uszkodzeń rdzenia, jego topnienia i spływania[53]
- TRACE (TRAC/RELAP Advanced Computational Engine) – kod wypierający (szczególnie w amerykańskiej NRC) kody RELAP, TRAC-P i TRAC-B; do modelowania małych i dużych awarii typu „utrata chłodziwa”[52]

### Eksperymenty
Niektóre z eksperymentów badających degradację, topnienie rdzenia:
- instalacja CORA (Niemcy, 1987-1993)
- instalacja QUENCH (Niemcy)
- instalacja NIELS (Niemcy, 1982-1986)
- eksperyment FLHT w reaktorze NRU (Kanada, 1985-1991)
- eksperyment DF w reaktorze Annular Core Research Reactor (USA, 1982-1989)
- eksperyment SFD w Power Burst Facility (USA, 1982-1985)
- eksperyment Fission Products Test w Loss-of-Fluid Test Facility (USA, 1984-1985)
- eksperyment CSD w reaktorze PHEBUS (Francja, 1986-1989)

Eksperymenty badający reaktor BWR w późnej fazie topnienia rdzenia w warunkach suchych:
- eksperyment MP w reaktorze ACRR (USA, 1989-1992)
- eksperyment XR
- CORA